# Historia de Honduras
La historia de Honduras, país ubicado en el centro de América Central, se remonta a unos 14 000 años (conforme al consenso de Clovis), en que se estima ocurrieron los primeros asentamientos de pobladores sedentarios en el país. Resalta en la historia geológica de Honduras el hecho de poseer el único reporte de fósiles de dinosaurios de América Central. Antes de la conquista por los españoles en el siglo XVI, lo que ahora es Honduras fue habitado por pueblos de culturas que interactuaron entre ellos en diverso grado, en el tiempo y el territorio. De aquella época sobresalen las influencias culturales mesoamericanas, más en concreto la cultura olmeca, la tolteca y la maya. Además de diversos pueblos relacionados con los grupos de influencia caribeña como los Pech, Tolupan, y Tawakhas. 
Honduras fue una provincia de la Capitanía General de Guatemala que a su vez estuvo dentro del virreinato de Nueva España. El 15 de septiembre de 1821 se firma el Acta de Independencia de Centro América; respecto a México que se proclama en 1823, es en 1838 cuando Honduras se independiza de Centroamérica y se inicia el proceso de integración definitivo que da lugar a la Honduras contemporánea.

## Honduras prehispánica

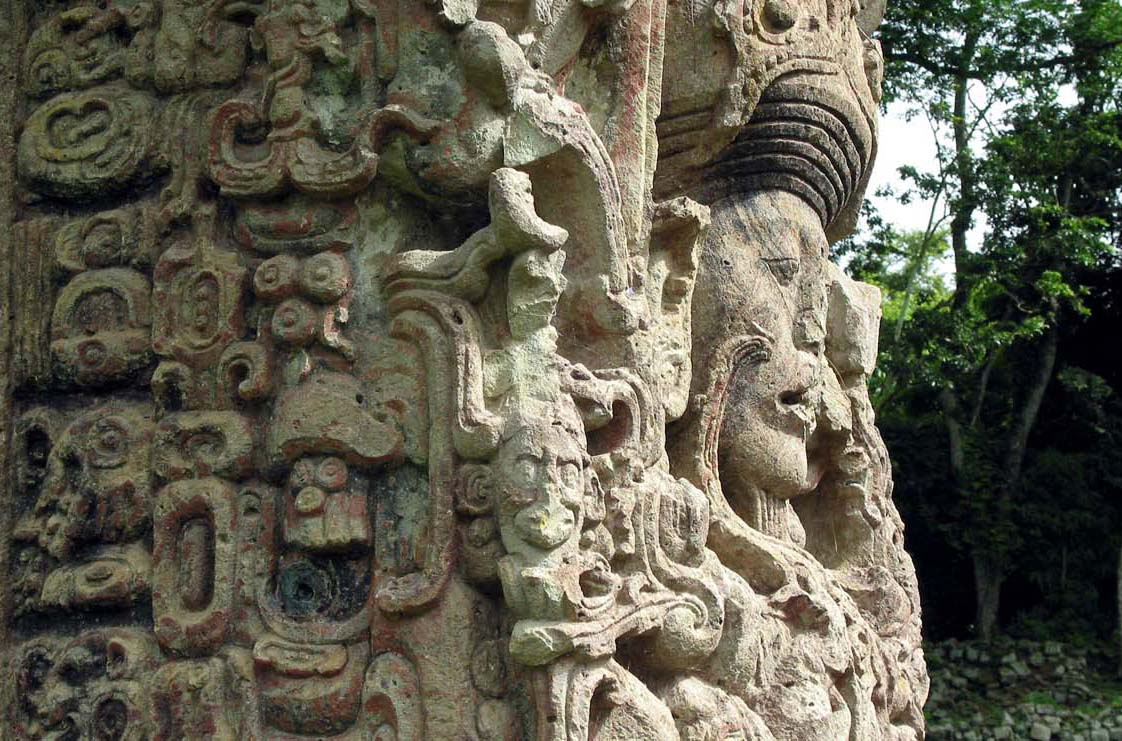
Estela maya de Copán

Mapa de las diferentes entidades territoriales que existían en Honduras y el resto de Centroamérica en el siglo XVI antes de la llegada de los españoles.

Antes de la Conquista española, Honduras estaba habitada por pueblos de culturas diversas, tradicionalmente se han clasificado en dos tipos culturales diferentes: Las culturas maya y tolteca. Sin embargo, La Honduras precolombina era étnica y lingüísticamente mucho más diversa de lo que esta distinción hace suponer.
Además de diversos grupos de mayas, los cuales estaban relacionados con los mayas de Yucatán y Guatemala. Existían chorotegas, tolupanes, lencas, misumalpas y posiblemente xincas. Los mayas se extendieron a través del valle del río Motagua, centrando su control en el principal centro ceremonial de Copán, cerca de la actual ciudad de Santa Rosa de Copán. Por tres siglos y medio, los mayas desarrollaron la ciudad, convirtiéndolo en uno de los principales centros de su cultura. Causas aún discutidas, provocaron el abandono y la destrucción de Copán y otras ciudades mayas, que en la época de la conquista española ya no eran más que ruinas.
Estas culturas alcanzaron grandes progresos en los diversos campos del conocimiento humano, impulsados por el desarrollo de una variada agricultura (frijol, cacao, chile, etc.) y contaban con grandes sistemas de riego. De esta manera garantizaban una alimentación adecuada para sus numerosas poblaciones. Además aplicaron técnicas de gran perfección en los tejidos y la cerámica. Desarrollaron un intenso y variado comercio. Alcanzaron un alto desarrollo científico en las matemáticas y la astronomía; también de la arquitectura y la escultura, que emplearon en la construcción de grandes ciudades.

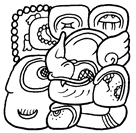
Jeroglífico emblema del reino maya de Oxwitik también conocido como Copán.

En la región noroccidental de Honduras, predominaban los pueblos con influencia tolteca, como los nahuas, que habitaban en el valle de Naco y Trujillo; los chortís grupo mayanse localizado en Cortés, Copán y Ocotepeque y los lencas, que se extendían por los departamentos de Santa Bárbara, Lempira, Intibucá, La Paz, Comayagua, Francisco Morazán, Valle y parte de lo que hoy comprende el territorio de El Salvador.
El resto del territorio hondureño estaba habitado por pueblos provenientes del sur del continente, con una cultura nómada y seminómada, regidos por relaciones de producción comunal primitivas. Entre estos pueblos se encontraban xicaques, pechs tawahkas y misquitos que, en su conjunto, formaban la mayoría de la población del país.
Fue hasta después de la segunda mitad de 1700 que se conformaron otros grupos étnicos, a lo largo de la zona costera del litoral Caribe: los garífunas y los negros de habla inglesa.
La población más numerosa la constituían los lencas quienes, al momento de la llegada de los españoles, era el más extendido y organizado de los grupos del país...habitaban en poblaciones de considerable tamaño, con un promedio de 350 casas y mucho más de 500 pobladores.
Aunque existen polémicas científicas sobre la descendencia y origen de los lencas, de acuerdo a Rodolfo Barón Castro, son los restos directos herederos de los mayas, que no siguieron el éxodo que dio fin al Antiguo Imperio. A la llegada de los españoles, se encontraban establecidos en el territorio que hoy comprenden las Repúblicas de El Salvador y Honduras."
El área maya comprende lo que en nuestros días son los países de Honduras, Guatemala, El Salvador y México.
Los mayas florecieron en estos países en los primeros quince siglos de la era cristiana.
Causas desconocidas hasta hoy, provocaron el abandono y la destrucción de Copán y otras ciudades mayas, que en la época de la conquista española ya no eran más que ruinas. Hambre, pestes, guerras internas se han propuesto como las causas del abandono.

Estructura IV del parque los Naranjos, consideradas las estructuras mas antiguas aun en pie en Honduras.
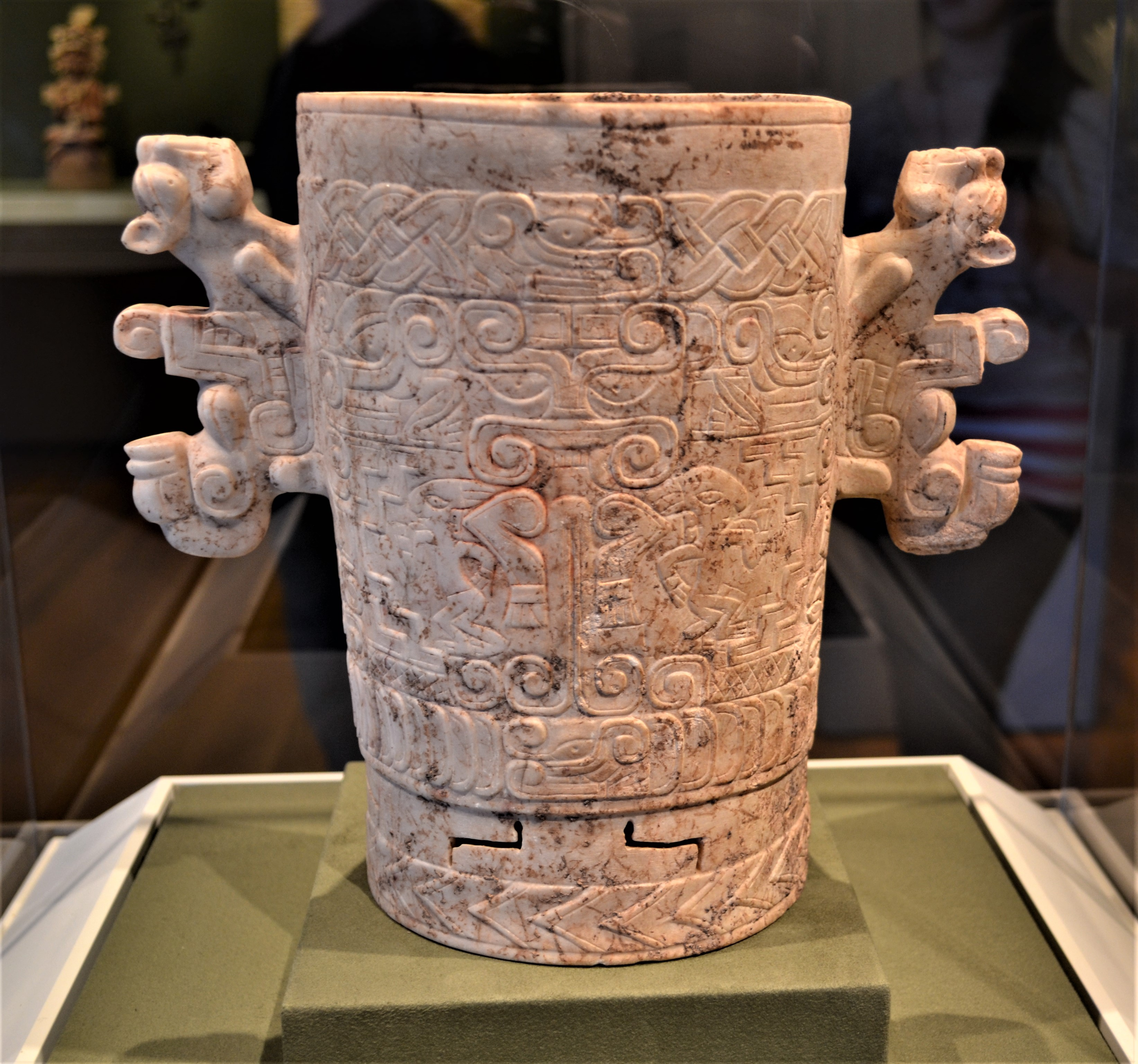
Vasija maya del periodo Clásico, encontrada en el Ulúa.
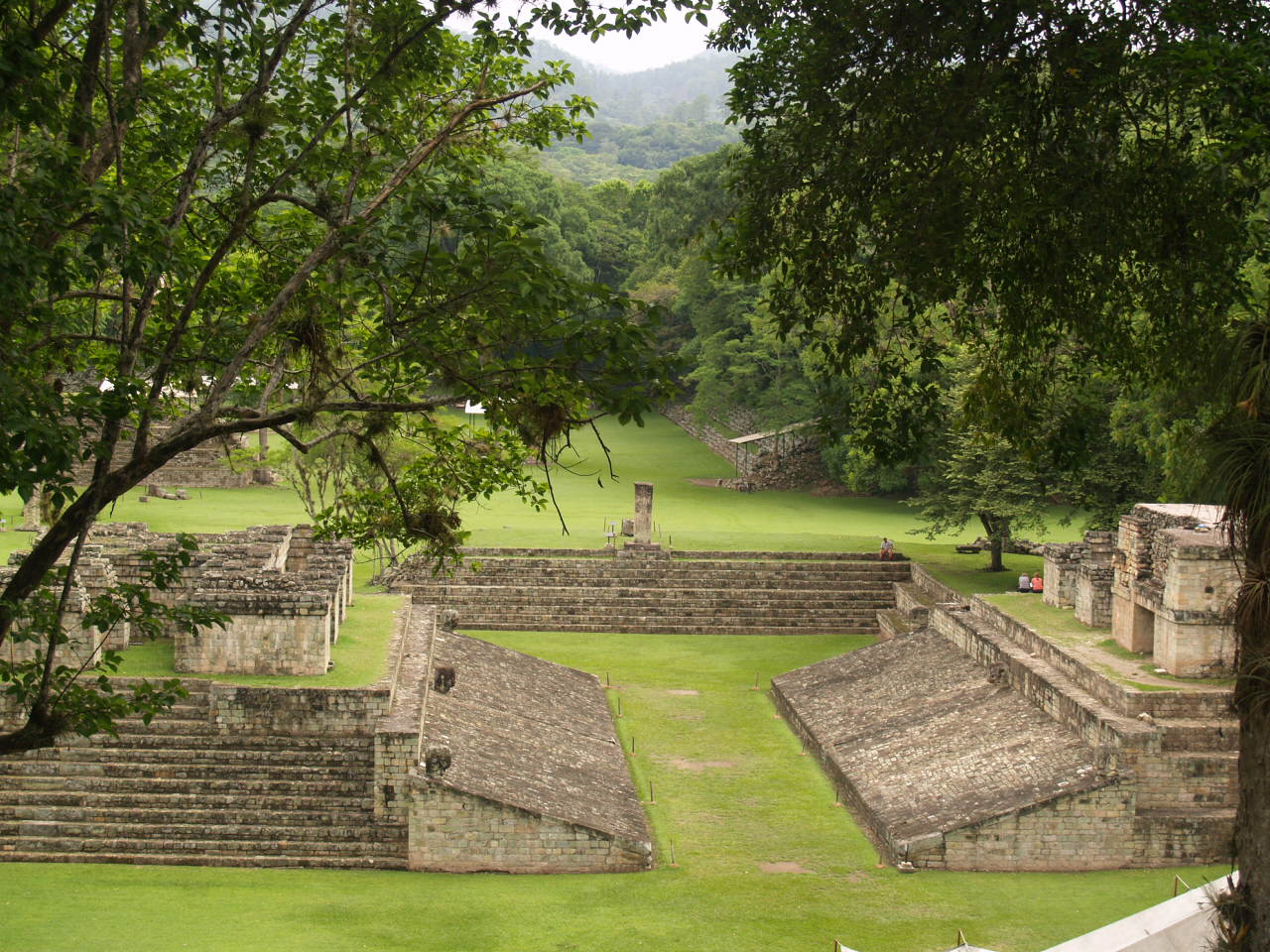
Juego de pelota de Copan.
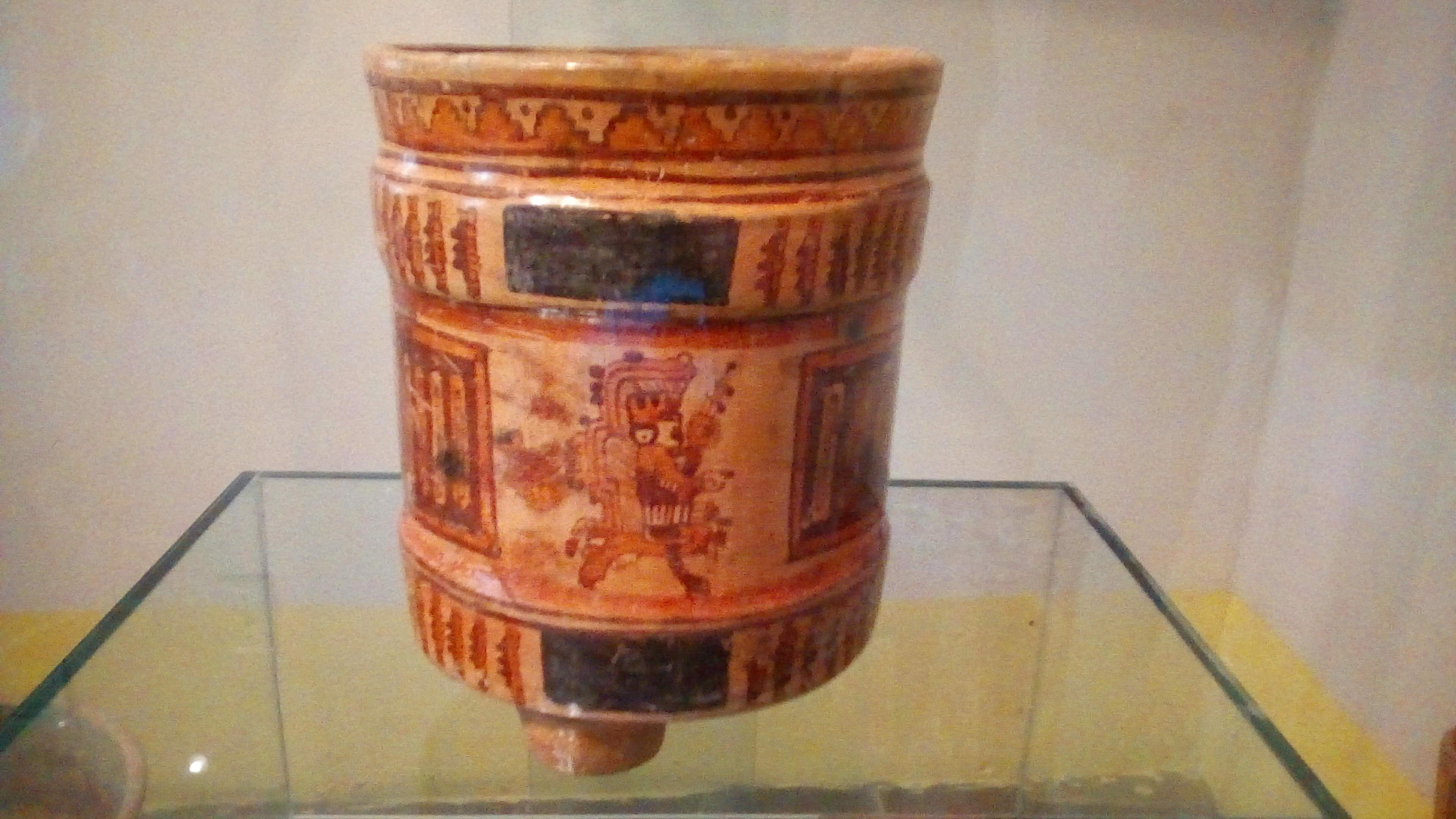
Urna Lenca del periodo clásico en el Museo nacional de arqueología de Comayagua.
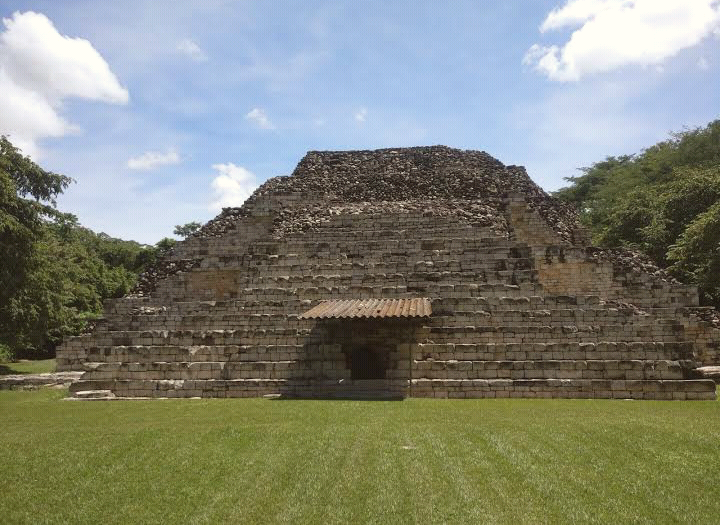
Estructura principal del parque arqueológico el Puente.

## Conquista

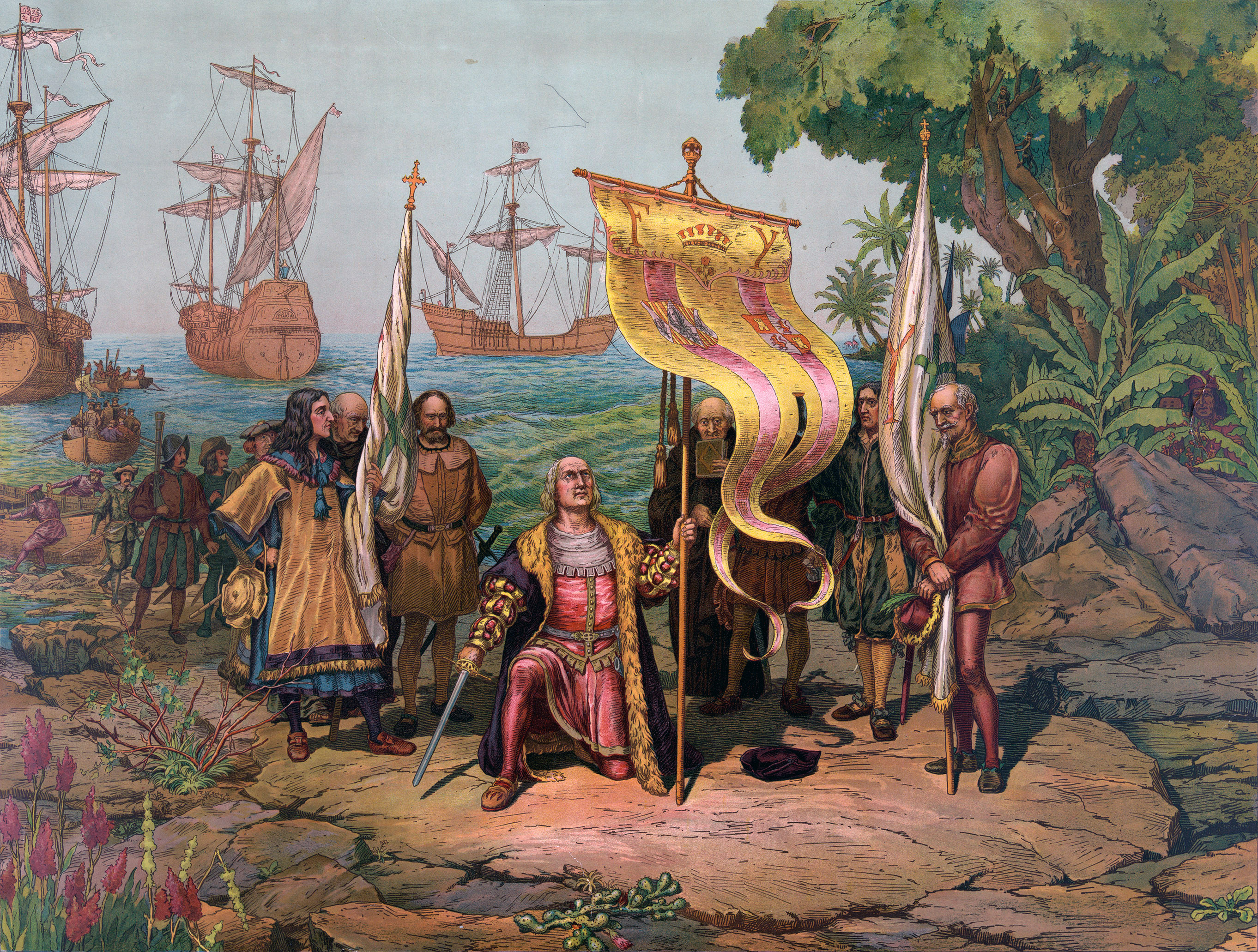
Honduras fue el segundo territorio americano continental que piso el navegante Cristóbal Colón.

Los contactos españoles con la población indígena de Honduras comenzaron con el último viaje de Cristóbal Colón, quien contando ya con 66 años de edad salió de Cádiz, el 9 de mayo de 1502, con tres carabelas y 150 hombres, llevando a su lado a su hermano Bartolomé y a su hijo Fernando de 13 años fruto de su segundo matrimonio. El 20 de mayo tocó las Canarias; reconoció la isla de Martinica el 15 de junio y desembarcó en Dominica; recorrió la costa meridional de Puerto Rico; pasó por el sur de la Española, pero no desembarcó en ella porque Nicolás de Ovando le negó la entrada en el puerto y salió a Jamaica por su costa meridional. Exploró en seguida las costas del Darién y llegó a la isla de Guanaja a la cual llamó Isla de los Pinos en la costa de Honduras. También se sigue buscando el Chipotón en estas regiones.

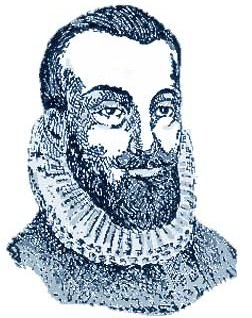
Gil González Dávila, primer conquistador Español de Honduras

De allí siguió a Punta Caxinas (Cabo de Honduras), donde navegó más allá de la Islas de la Bahía y poco después siguió a Punta Caxinas (Cabo de Honduras). Desembarcó en Trujillo y tomó posesión de Honduras en nombre de los soberanos de España, descendiendo después hacia el sur, reconoció toda la costa de América Central y de Colombia hasta el golfo de San Blas. Descubrió las comarcas de Mosquitia. Desde su descubrimiento, el territorio de Honduras se mantuvo intacto, hasta marzo de 1524, cuando Gil González Dávila se convirtió en el primer español en arribar a Honduras con propósitos de conquista. Posteriormente lo hicieron, Cristóbal de Olid, Francisco de las Casas, Hernán Cortés y Pedro de Alvarado.

### Etimología

El primer Escudo de armas de Honduras, otorgado por el emperador Carlos I de España.

Según el historiador chileno Robustiano Vera (1899), Honduras debe su nombre a las honduras o fondos, que los primeros pilotos hallaron en sus costas y porque al abandonarlas exclamaron: ¡líbrenos Dios de estas honduras!" Durante la época de la conquista, el territorio hondureño, también fue conocido por los nombres de Hibueras o Higüeras, y algunos españoles llegaron a llamarle 'Nueva Extremadura'.
En 1858, el arqueólogo estadounidense, Ephraim George Squier en su libro "Los Estados de América Central" relata que Hernán Cortés, inspirado en las noticias recibidas acerca de la existencia "de los reinos vastos y poblados al sur del imperio de Moctezuma... emprendió una expedición a Honduras, que en ese momento era llamado Hibueras o Higueras.
Por otro lado, el geográfo francés Elisée Reclus en 1891, asegura que el nombre de Honduras, data de los tiempos del descubrimiento. Según Reclus, Colón en 1502 corrió grandes riesgos, cuando navegó entre los cabos Caxinas y Gracias a Dios. Sin embargo, el francés asegura que "el nombre actual de Honduras fue dado a la costa no por Colón, sino por Bartolomé de las Casas, que en su descubrimiento de las Indias Occidentales por los españoles, habla de la tierra de "Hondure", como si ese nombre era de origen indio".
De acuerdo a Reclus, "veinte años más tarde, en la famosa expedición hecha por Hernán Cortés, a través de Yucatán, el territorio hondureño, era conocido por los españoles con el nombre de Hibueras o Higueras, y también había sido llamado "Nueva Extremadura".

### Conquista
Desde su descubrimiento, el territorio de Honduras se mantuvo intacto, hasta marzo de 1524, cuando Gil González Dávila se convirtió en el primer español en arribar a Honduras con propósitos de conquista. Este fundó la villa de San Gil de Buena Vista y se internó en territorio hondureño pacificando a los aborígenes, luchando contra los españoles que le disputaban el territorio, así como también; esperanzado en encontrar el desaguadero del lago de Nicaragua. Luego, Hernán Cortés movido por los informes que había recibido sobre la gran riqueza del país, envió dos expediciones; una por tierra y otra por mar. Encargó la primera a Pedro de Alvarado y la segunda a Cristóbal de Olid. Pero este último, le traicionó. Por este motivo, Cortés salió de México, a la cabeza de una expedición que duró cerca de dos años y terminó, tras miles de peligros y privaciones, en Trujillo.

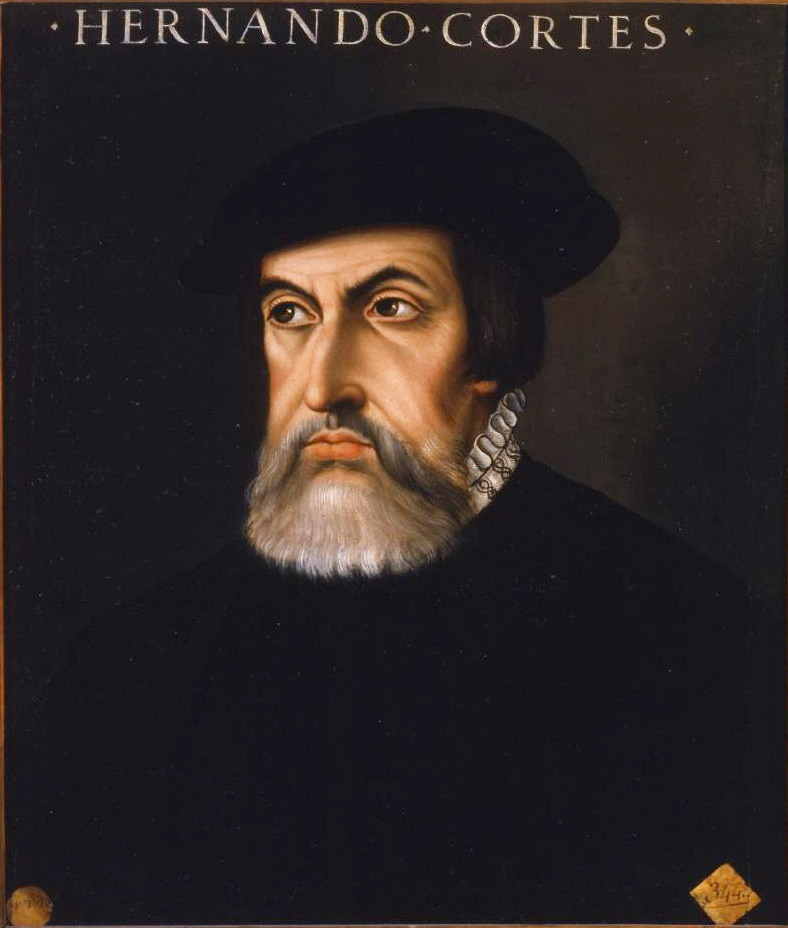
Hernán Cortés, arribo a las costas de Honduras tiempo después de la caída de Tenochtitlan.

Al llegar a Honduras, Cortés introdujo el ganado y fundó la ciudad de Natividad de Nuestra Señora, cerca de Puerto Caballos. El 25 de abril de 1526, antes de regresar a México, Cortés, nombró a Hernando de Saavedra, gobernador de Honduras y dejó instrucciones de darles buen trato a los indígenas.El 26 de octubre de 1526, Diego López de Salcedo, fue nombrado por el emperador como gobernador de Honduras, en substitución de Saavedra. La siguiente década estuvo marcada por las ambiciones personales de los gobernantes y los conquistadores interfiriendo con la organización gubernamental. Los colonos españoles se rebelaron en contra de sus líderes, y los indios se rebelaron contra sus patrones, y contra los malos tratos.
Salcedo, en procura de enriquecerse, tuvo serios enfrentamientos con Pedrarias, gobernador de Castilla del Oro, quien por su lado, deseaba a Honduras como parte de sus dominios. En 1528 Pedrarias, arrestó a Salcedo y le obligó a ceder parte del territorio hondureño, pero el emperador rechazó el acuerdo. Luego de la muerte de Salcedo en 1530, los colonos se convirtieron en árbitros del poder. Ponían y sacaban gobernadores. Ante esta situación, los colonos solicitaron a Pedro de Alvarado poner fin a la anarquía. Con la llegada de Alvarado en 1536, el caos disminuyó, y la región quedó bajo autoridad y después él murió y dio fin.
En 1537, Francisco de Montejo fue nombrado gobernador. Al llegar a Honduras, anuló las reparticiones de tierras hechas por Alvarado. Su capitán, Alonso de Cáceres, fue el responsable de sofocar la revuelta india de 1537 y 1538, dirigido por el cacique Lempira. En 1539 Montejo y Alvarado tuvieron serios desacuerdos sobre la región lo cual, llamó la atención de la Consejo de Indias. Montejo se fue a Chiapas, y Alvarado se convirtió en gobernador de Honduras.

## Periodo colonial

### Inicio de la actividad económica

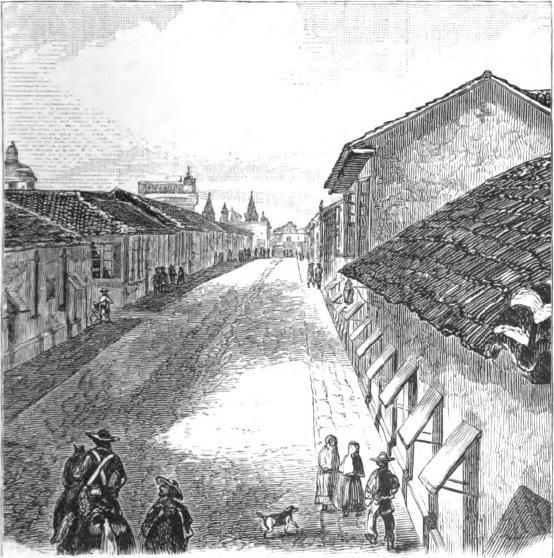
Litografía de la ciudad de Comayagua. Fue la capital del territorio Hondureño durante el periodo virreinal de Nueva España.

La derrota de Lempira, el establecimiento del obispado, por primera vez en Trujillo y después en Comayagua, así como el fin de la lucha entre las facciones rivales españolas, contribuyeron a la colonización y al aumento de la actividad económica de Honduras, en la década de 1540. Se desarrollaron en el país una variedad de actividades agrícolas, incluyendo la cría de ganado y, por un tiempo, la recolección de grandes cantidades de zarzaparrilla. Pero la actividad económica más importante de Honduras del siglo XVI fue la exportación de oro y plata.
La actividad minera le dio a Gracias tal importancia, que en 1543 se convirtió en la capital de la Audiencia de los Confines, creada por Carlos I y que abarcaba toda Centroamérica. Esta decisión creó resentimiento en los centros más poblados de Guatemala y El Salvador.
En 1549, la capital de la Audiencia fue trasladada a Antigua, Guatemala y así Honduras fue gobernada por esta Audiencia hasta 1552 y después pasó a depender de la Capitanía General de Guatemala.
En 1540 se descubrió oro y plata en el valle del Río Guayape. Esto contribuyó al declive de Gracias y al ascenso de Comayagua como principal centro de Honduras. La demanda de la mano de obra aumentó, y esto aceleró la decimación de la población nativa. Como resultado de esto, fueron introducidos en el país los esclavos provenientes de África. Otros depósitos de oro fueron encontrados cerca de San Pedro Sula y el puerto de Trujillo.
La producción minera comenzó a declinar en 1560, y con ello la importancia de Honduras. A comienzos de 1569, nuevos descubrimientos de plata revivieron brevemente la economía, lo que llevó a la fundación de Tegucigalpa, que pronto comenzó a rivalizar Comayagua como la ciudad más importante de la provincia. El auge de la plata alcanzó su punto máximo en 1584, y la depresión económica regresó poco después. Esfuerzos de minería en Honduras, se vieron obstaculizados por la falta de capital, mano de obra y las dificultades del terreno. El mercurio, vital para la producción de plata, era escaso, además de la negligencia de los funcionarios. Por tener una costa del Pacífico, se construyeron barcos y puertos destinados al comercio del Galeón de Manila con Filipinas y México, y se comerciaba en Honduras.

### Defensa de Honduras

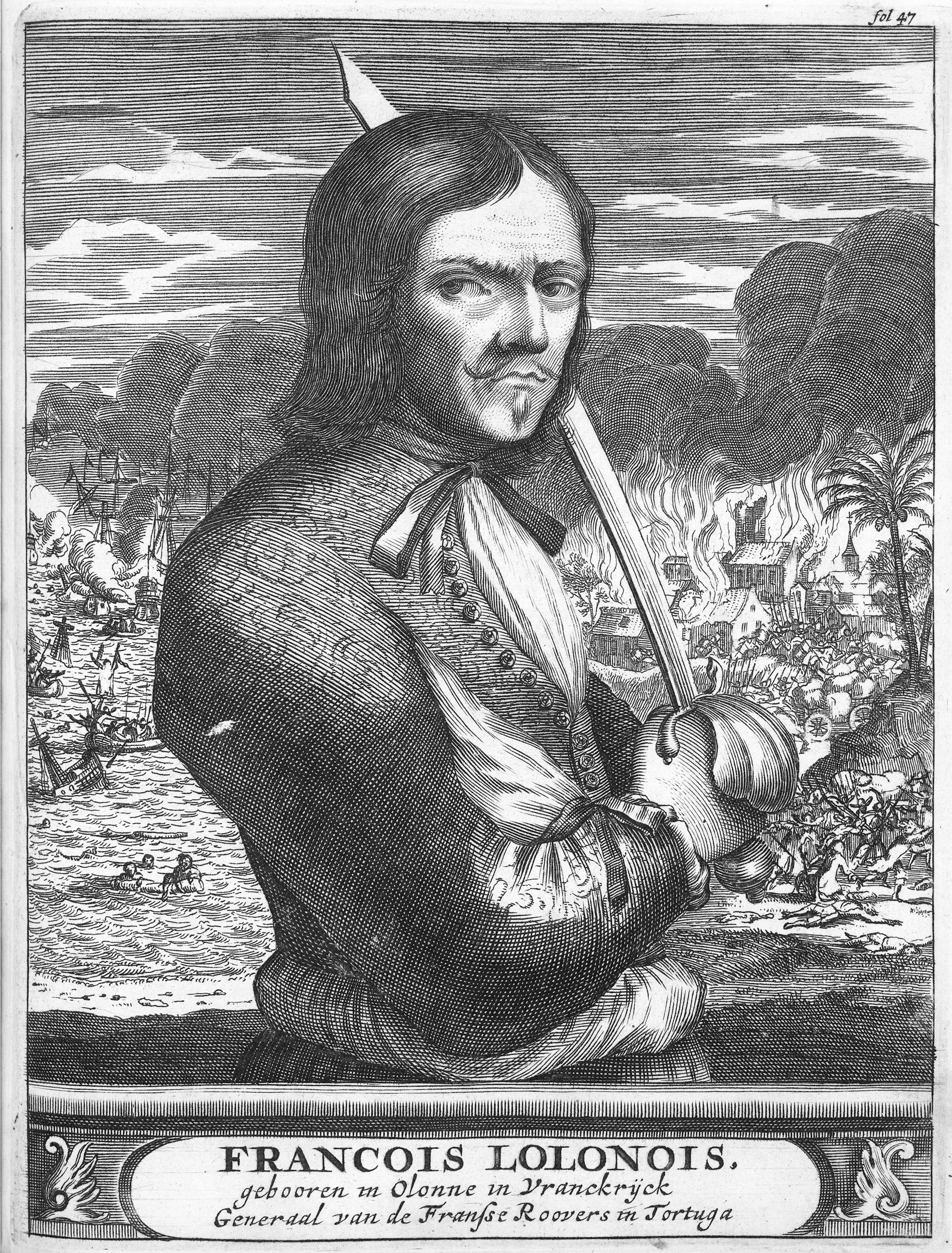
El Olonés atacó la ciudad de San Pedro Sula

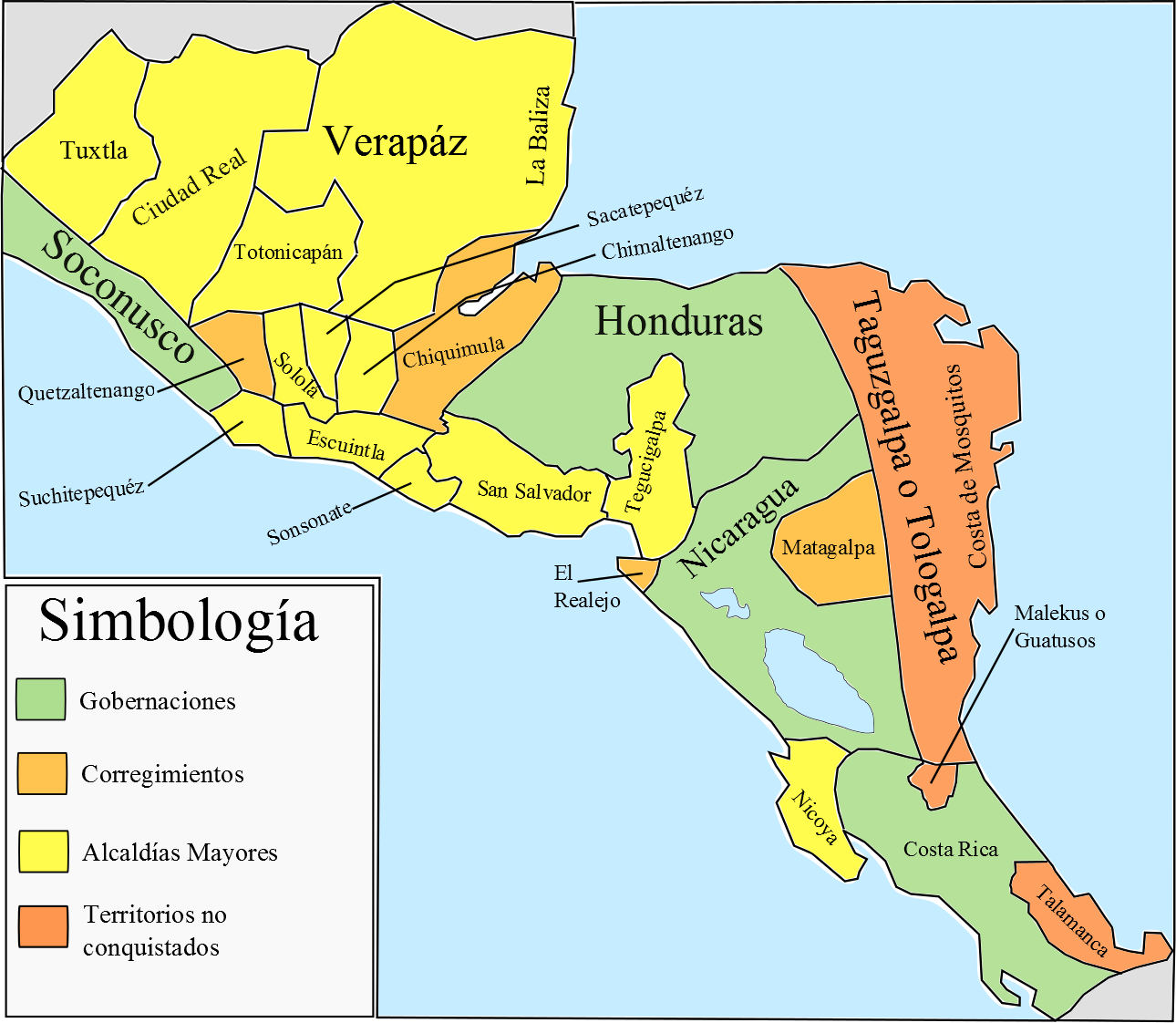
La gobernación de Honduras y la alcaldía mayor de Tegucigalpa, junto con el resto de la Capitanía General de Guatemala para el año de 1780, antes de la implementación del sistema de intendencias

Uno de los grandes problemas para los gobernantes españoles de Honduras, fue la actividad de los ingleses en el norte de Honduras. Estas actividades comenzaron en el siglo XVI y continuaron hasta siglo XIX. En los primeros años, piratas europeos atacaron de forma frecuente los poblados del Caribe hondureño. En 1643 una expedición inglesa destruyó la ciudad de Trujillo, el principal puerto de Honduras. Además, los ingleses hicieron enormes esfuerzos para implantar colonias a partir del siglo XVII en las Islas de la Bahía y el norte de Honduras con la ayuda de los Sambos y los Misquitos quienes atacaban los asentamientos españoles.
A principios del siglo XVIII, la dinastía borbónica, vinculados a los gobernantes de Francia, sustituyeron a los Habsburgo en el trono de España. La nueva dinastía, inició una serie de reformas en todo el imperio, diseñado para hacer la administración más eficiente y rentable, y para facilitar la defensa de las colonias. Entre estas reformas se observó una reducción en el impuesto sobre los minerales preciosos y en el costo de mercurio, que era un monopolio real. En Honduras, estas reformas contribuyeron al resurgimiento de la industria minera en la década de 1730. Bajo los Borbones, el gobierno español hizo varios esfuerzos, para recuperar el control sobre la costa del Caribe.
En 1752, fue construido el fuerte de San Fernando de Omoa. En 1780, los españoles regresaron a Trujillo, que comenzó a desarrollarse como base de operaciones contra los asentamientos británicos hacia el este. Durante la década de 1780, los españoles recuperaron el control sobre las Islas de la Bahía y sacaron a la mayoría de los británicos y sus aliados de la zona de Río Negro. La Convención anglo-española de 1786, dictó el reconocimiento definitivo de la soberanía española sobre la costa del Caribe.

## La Independencia

### El colapso del dominio español

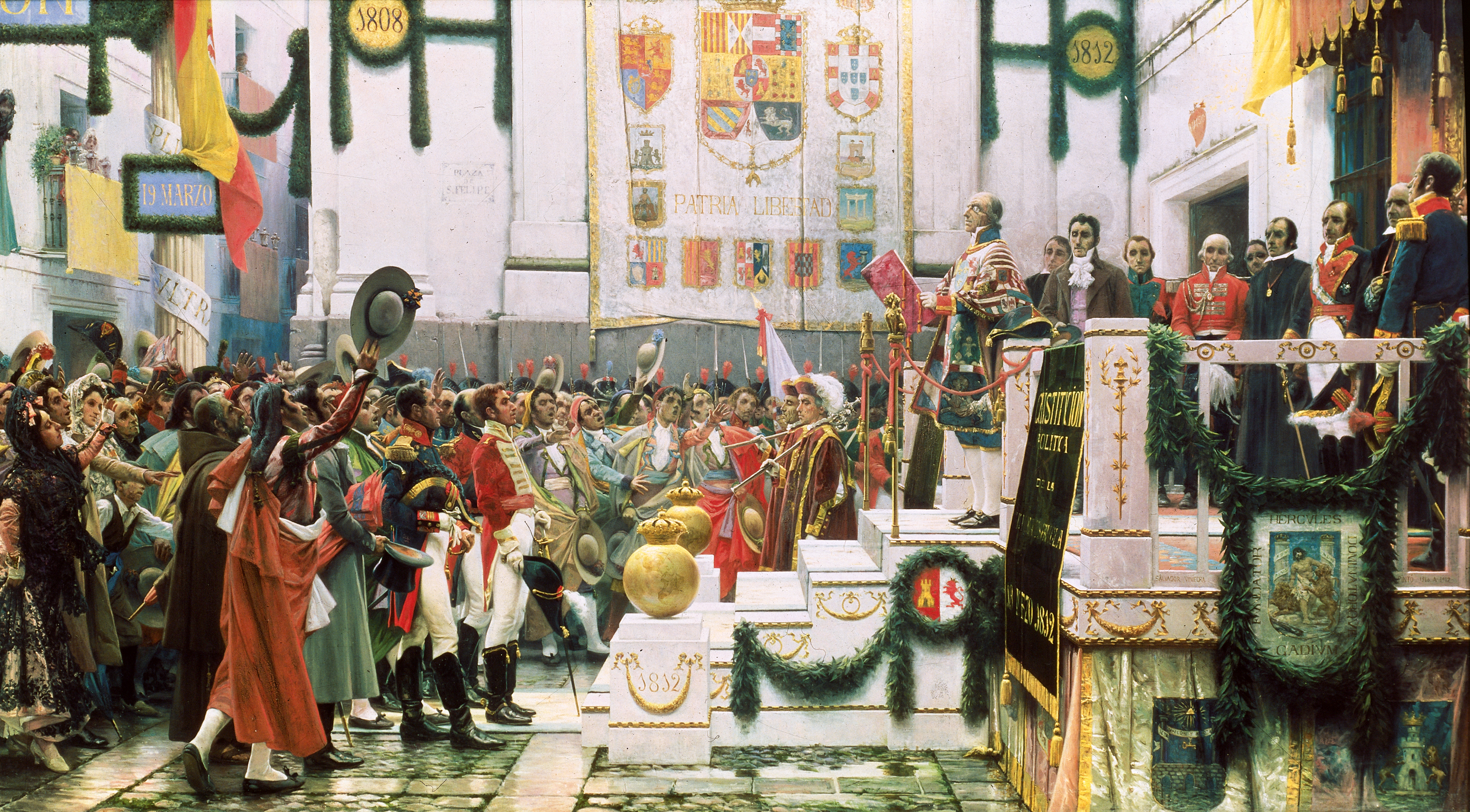
La promulgación de la Constitución de 1812, obra de Salvador Viniegra (Museo de las Cortes de Cádiz).

La independencia de Honduras giró alrededor de los acontecimientos de las demás provincias de Centroamérica y principalmente de los sucesos en España y México.
Durante el siglo XIX, la dominación española entró en decadencia. Aunque España era aliada de Francia durante las guerras napoleónicas, en 1808 Napoleón Bonaparte obligó a Fernando VII, rey de España a abdicar. En su lugar puso en el trono español a José I Bonaparte.
Los españoles se rebelaron en contra del invasor, y se negaron a reconocer a José I como su nuevo monarca. Esto los llevó a convocar a una asamblea nacional constituyente en la cual se promulgó la Constitución de Cádiz en 1812.

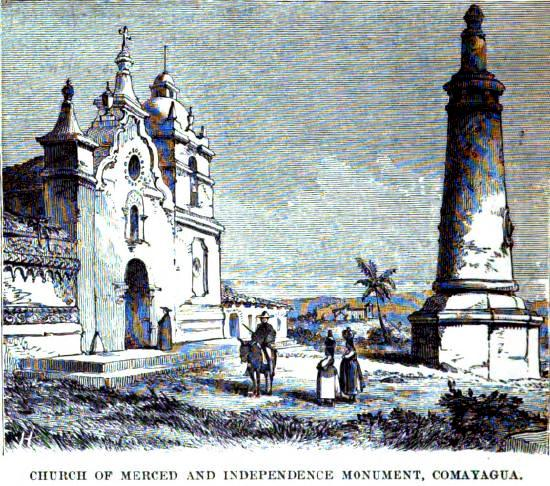
Monumento a la constitución de Cádiz en la plaza de la Merced de Comayagua.

En esta constitución, se estableció el sufragio universal, la soberanía nacional, la separación de poderes, la libertad de prensa, acordaba el reparto de tierras y la libertad de industria, entre otras cosas. Los problemas en España y las nuevas garantías libertades propuestas en la constitución de Cádiz, repercutieron Centroamérica y toda América Latina dando lugar a una serie de levantamientos en contra de los españoles.
En el Salvador (1811), los curas, Matías Delgado y Nicolás Aguilar, los dos hermanos de este, así como Juan Manuel Rodríguez y Manuel José Arce y Fagoaga fueron los primeros promotores de la independencia en Centroamérica, haciendo estallar una conspiración contra el intendente de la provincia, Antonio Gutiérrez Ulloa. Sin embargo, este movimiento revolucionario, secundado poco después en Nicaragua, no tuvo éxito alguno.
En Guatemala (1813) varios patriotas distinguidos, entre ellos Juan Francisco Barrundia, celebraron juntas en el edificio de Belén, con el propósito de obtener la independencia de España. Pero estas reuniones fueron descubiertas por los espías del capitán general de Guatemala, José Bustamante. Se levantó un proceso que puso a varios de los conspiradores en prisión, otros se ocultaron y algunos emigraron al extranjero. Desde esta conjura, no ocurrieron en Centroamérica hechos trascendentales con respecto a la independencia.
Mientras tanto en Honduras, el resentimiento contra el gobierno del rey exiliado, Fernando VII había aumentado rápidamente. Debido al aumento de impuestos para la lucha de España contra los franceses, lo que puso en peligro la industria ganadera.
Además, las autoridades españolas recurrían a la perpetuidad en el poder para ahogar la causa independentista. Desde esta conjura, no ocurrieron en Centroamérica hechos trascendentales con respecto a la independencia.

### La Proclamación

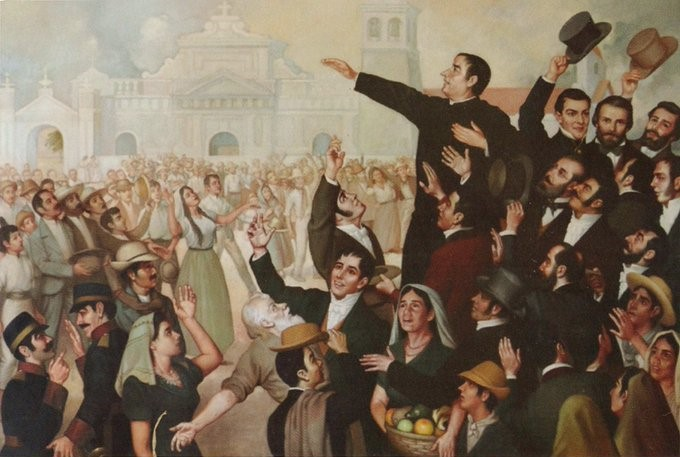
Se proclama la Independencia de Centroamérica en la ciudad de San Salvador.

En 1818, el implacable José Bustamante y Guerra quien había suprimido con éxito, la causa independentista, dejó el poder y le sustituyó Carlos Urrutia. Según el escritor Ramón Rosa, durante el gobierno de Urrutia los independentistas "ganaron terreno", pero su empuje fue más vigoroso en 1820, cuando el rey de España, Fernando VII se vio forzado a restablecer la constitución de 1812 que él mismo había suspendido.
A raíz de esto, se declaró en Centroamérica la libertad de prensa. El doctor Pedro Molina Mazariegos de tendencia radical fundó "El Editor Constitucional" a través del cual promovió la independencia. El 9 de marzo de 1821 llegó al poder el subinspector del ejército Gabino Gaínza, un hombre de edad avanzada y de carácter muy débil.
Mientras tanto en México, la revolución obtuvo un completo triunfo y a través del Plan de Iguala declaró su independencia total de España el 24 de febrero de 1821. Este hecho desconcertante para las autoridades españolas, sirvió de estímulo para los independentistas centroamericanos.
La presión ejercida por estos, obligó a la diputación provincial a solicitar a Gaínza una reunión para discutir el difícil tema de la independencia. Gabino Gaínza entonces, atendiendo este llamado, reunió una junta de notables compuesta por el señor arzobispo, diputados, jefes militares, los prelados de las órdenes religiosas, y empleados de hacienda. En aquella memorable reunión presidida por el mismo Gainza, los presentes externaron con libertad su opinión.
El señor José Cecilio del Valle tomó la palabra y en un largo discurso demostró la necesidad y la justicia de la independencia, pero manifestando que, para proclamarla primero debía oírse el voto de la Provincias. Sin embargo, el pueblo que asistía a tan importante acto pidió a voces la independencia, y ésta fue proclamada el 15 de septiembre de 1821. José Cecilio del Valle redactó aquel memorable documento, así mismo también redactó el Manifiesto que publicó el capitán general Gainza sobre el gran suceso de la independencia.
Una vez que Honduras se declaró independiente de las demás naciones de Centroamérica, se procedió a la organización del nuevo estado hondureño. Sin embargo, esta organización se vio obstaculizada por las rivalidades entre liberales y conservadores, que produjeron el caos político y retrasaron el desarrollo del país. La agitación política del país, atrajo las ambiciones de individuos y de naciones Centroamericanas y Europeas. Por todo el resto del siglo, los vecinos de Honduras constantemente interfirieron en su política interna.
Luego de muchísimos inconvenientes, le tocó a la administración del doctor Marco Aurelio Soto, organizar el país, poniendo en marcha códigos modernos en materia civil, penal, de procedimientos, comercio y agricultura con el propósito de modernizar a Honduras y terminar de con la arcaica legislación colonial.

### Anexión a México

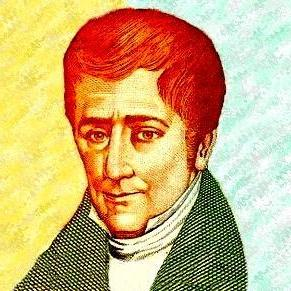
José Cecilio del Valle, quien estuvo cautivo en el Convento de Santo Domingo en México hasta que fue liberado por Agustín de Iturbide para compensar a Valle por los "males" que él le había causado decidió nombrarlo en persona como su ministro de asuntos exteriores.

La alegría de la independencia centroamericana duró muy poco. El 28 de noviembre de 1821 Agustín de Iturbide propuso a Gabino Gaínza la anexión a México, argumentando que Centroamérica carecía de elementos necesarios para asegurar su autonomía, para librarse de la amenaza extranjera, y para constituirse como nación. Él proponía a los centroamericanos formar un gran imperio con México, bajo el Plan de Iguala y los tratados de Córdoba.

Mapa de México, luego de la anexión de Centroamérica.
Tratados de Córdoba
Adquisiciones (1821-1822)

Con el propósito de presionar por la anexión, Iturbide anunció el envío de tropas mexicanas a Centroamérica. A raíz de esta situación, surgieron dos alianzas: Los anexionistas, compuesto en su mayoría, por las familias ilustres y miembros del partido conservador. Los independentistas, conformado por los liberales. En Honduras, había una marcada división entre Comayagua, por la anexión, y Tegucigalpa, por la independencia.
Gabino Gainza tras recibir el comunicado de Iturbide, reunió en el acto a la Junta Consultiva. En esa reunión se acordó imprimir una circular para que los ayuntamientos en cabildo abierto recabasen el voto de los pueblos con respecto a la anexión en un plazo muy breve.
El 5 de enero, se reunió nuevamente la Junta Consultiva, con el fin de determinar de una buena vez el asunto de la anexión.
Se hizo el escrutinio de los votos recibidos y resultó que faltaban todavía el voto de 68 ayuntamientos. Sin embargo, en los votos recibidos no existía una definición clara del deseo de cada uno de los pueblos. Las declaraciones se repartían en aceptar la anexión, dejar que el Congreso decidiera, aceptar la anexión bajo condiciones, o aceptar la decisión de la Junta Consultiva.
Luego se produjo el debate en el cual José Cecilio del Valle se opuso enérgicamente a la anexión, argumentando que aún con todos los inconvenientes existentes, Centroamérica era una nación grande, y que contaba con los recursos naturales, y el material humano para salir adelante. Pero vanos fueron sus esfuerzos, porque la mayoría de la Junta Consultiva, liderada por Gabino Gaínza, e influenciada por los conservadores, determinó que Centroamérica no tenía los elementos suficientes para constituirse como nación independiente. Ellos concluyeron que si el país quería gozar de los beneficios de la paz y de la libertad, debía unirse al imperio de Iturbide. 
Fue así como estos declararon la anexión del antiguo Reino de Guatemala a México.
Sin embargo, la anexión duró poco. Las ideas republicanas tomaron gran impulso en México, la cual desembocó en la abdicación del emperador Iturbide en marzo de 1823. José Cecilio del Valle como diputado al congreso mexicano representando a Tegucigalpa y Chiquimula, demostró la ilegalidad de la anexión de Centroamérica a México. De esta manera, el congreso mexicano declaró el 1 de julio de 1823, la libertad de Centroamérica de constituirse como estado independiente.

## La República Federal

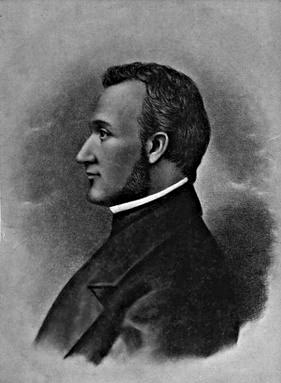
General Francisco Morazán. Presidente Hondureño de la Republica federal de Centroamérica.

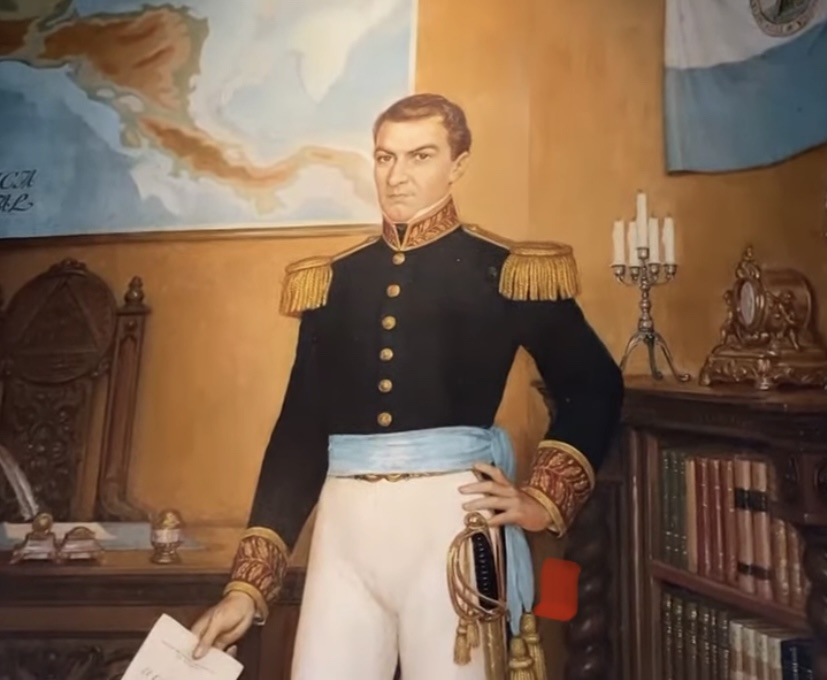
Manuel José Arce, como el primer presidente de la república federal. Litografía ubicada en el antiguo palacio presidencial de San Salvador, El Salvador.

El 1 de julio de 1823, luego de separarse de México, Centroamérica pasó a llamarse provisionalmente, Provincias Unidas de Centroamérica, y quedó conformada por los estados de Guatemala, Honduras, El Salvador, Nicaragua y Costa Rica.
Al año siguiente, el Congreso Constituyente Centroamericano se reunió en ciudad de Guatemala. Ello con el objetivo de decidir cual sería el sistema de gobierno a través del cual se regirían los destinos de la joven nación. En la mesa de debates se presentaron dos propuestas diferentes; los liberales apostaron por un gobierno federalista, similar al de los Estados Unidos en donde cada estado tiene su propio gobierno y leyes. Los conservadores, por otro lado, se inclinaron por un gobierno unitario. A través del cual pretendían que todos los estados, se sometieran a las mismas leyes y a un solo gobierno.

Después de debatir las dos propuestas, los liberales, quienes eran mayoría, hicieron valer esta ventaja y ganaron el derecho de adoptar la 'tesis federalista', y crearon la República Federal de Centroamérica regida bajo la constitución de 1824.

Bandera de la República Federal de Centroamérica, emblema que ondeo en suelo centroamericano hasta 1841, cuando El Salvador fue la ultima nación en reconocer la desintegración de la unión.

Bajo esta constitución, resultó elegido presidente, Manuel José Arce del Partido Liberal, quien prometió transformar la economía y la sociedad centroamericana. Arce se encontró con una gran oposición por parte de los conservadores, quienes por su influencia social y enorme poder económico, no permitieron ningún tipo de avance en sus programas de gobierno. Al estar convencido de sus limitaciones, Arce terminó por abandonar sus programas de corte liberal y decidió aliarse con los conservadores. 

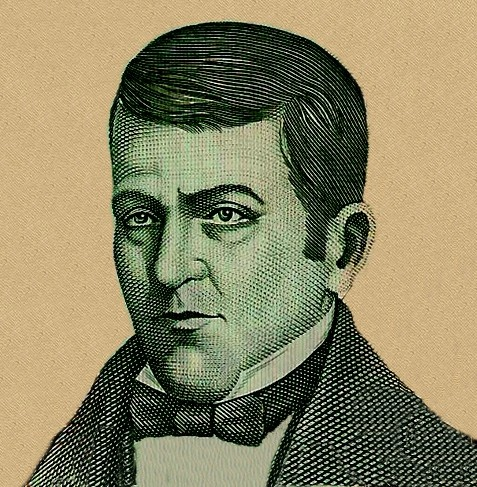
Dionisio de Herrera, Entró en contacto con las ideas liberales de la Revolución Francesa. Fue tutor de su sobrino, el general Morazán; Dionisio de Herrera Llegó a ser el único político en la historia de Centroamérica elegido popularmente jefe de tres de sus Estados. Derrocado por Manuel José Arce

En 1826, El presidente Arce quien pretendía disolver el congreso federal invadió los estados de El Salvador y Honduras y provocó una guerra civil de la cual surgió el caudillo liberal, Francisco Morazán.
Luego de varios años de lucha, el general Morazán venció a las fuerzas federales del presidente Arce, y restauró el orden constitucional.
Morazán, fue elegido presidente constitucional luego de ganar las elecciones de 1830. La administración de Morazán hizo algunos esfuerzos por transformar a Centroamérica en una nación grande y poderosa. Pero su éxito fue limitado, debido a la falta de fondos y las luchas internas. En las elecciones de 1834, José Cecilio del Valle derrotó a Morazán, pero del Valle murió antes de asumir el cargo, y la legislatura nombró a Morazán para un nuevo periodo.
En 1837 con el apoyo del clero, los conservadores iniciaron en Guatemala una revolución indígena que culminó con el derrocamiento del jefe de Estado, Mariano Gálvez. Posteriormente a este hecho, se dio la disolución de la República Federal de Centroamérica. Una vez terminado el segundo periodo de Morazán como presidente de la República, el Congreso Centroamericano declaró en 1838, que los diferentes estados quedaban libres de establecer sus propios gobiernos.

## Surgimiento del estado hondureño (1838-1899)

### Primera constitución

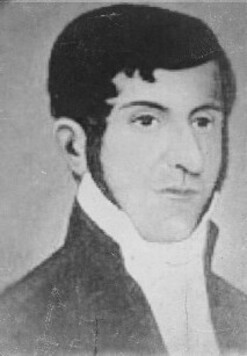
Licenciado Juan Lindo, Presidente de El Salvador y de Honduras.

Para Honduras, el período de la federación había sido desastroso. Las rivalidades locales y las disputas ideológicas habían producido el caos político y perturbado la economía.

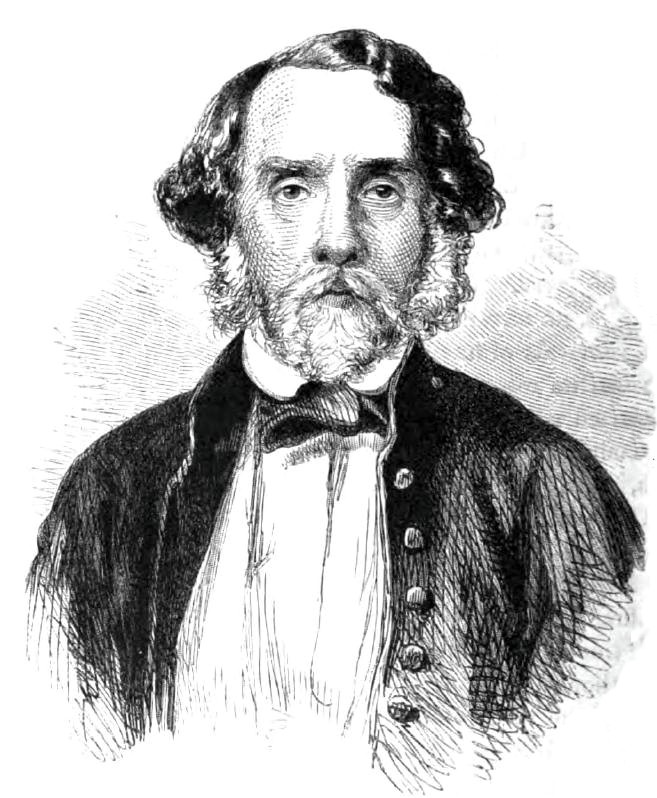
General, José Trinidad Cabañas, fue presidente de la república de 1852 a 1855.

Honduras declaró su Independencia de Centroamérica el 15 de noviembre de 1838. En enero de 1839, se adoptó formalmente la primera constitución del país. El general Francisco Ferrera se convirtió en el primer presidente (1841 - 42) del país luego de que este, se presentara como candidato único. Este periodo fue seguido por un segundo periodo (1842-44). Al término de su mandato entregó el mando a Coronado Chávez (1845-47). Ambos gobiernos se enfocaron en deshacer las reformas implementadas por Morazán durante la Federación Centroamericana, esto lo hicieron al re-establecer medidas como el pago obligatorio del Diezmo, y la implementación de reformas legales basadas en el derecho indiano del imperio español 
En 1852, Juan Lindo entregó el poder al cumearse liberal José Trinidad Cabañas (1852-55). Tres años más tarde, el gobierno guatemalteco de Rafel Carrera invadió Honduras y expulsó a Cabañas, instalando en su lugar el líder conservador, José Santos Guardiola.

### Intervención extranjera

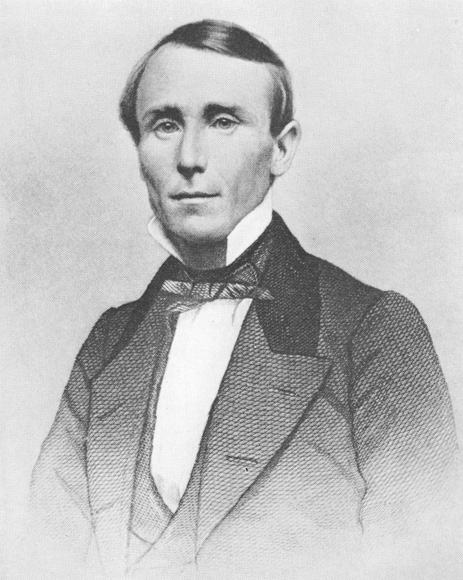
El filibustero William Walker murió ejecutado en la ciudad de Trujillo a manos tropas del general Xatruch.

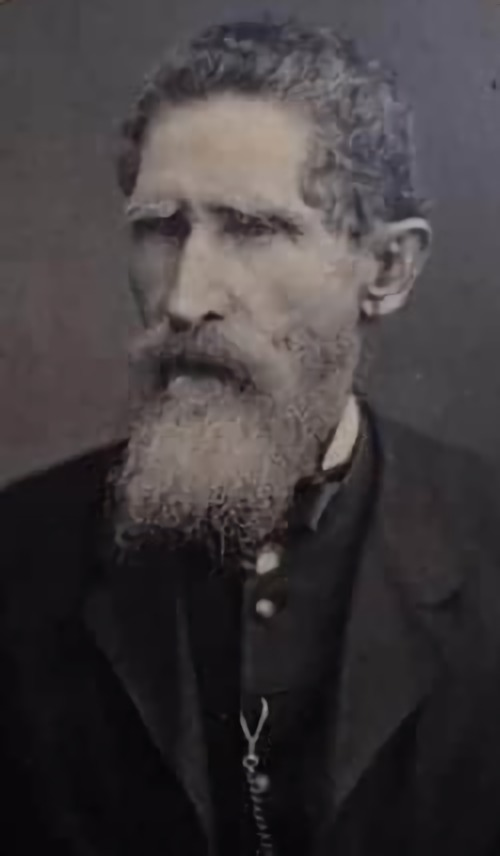
El General Florencio Xatruch se encargó de capturar y ejecutar a William Walker en la ciudad de Trujillo.

La lucha entre liberales y conservadores centroamericanos, fue puesta temporalmente a un lado debido a la aparición del filibustero estadounidense, William Walker en 1855. En 1856 Walker se autonombró presidente de Nicaragua. Ante esta situación, los ejércitos de los países centroamericanos formaron una alianza y obligaron al filibustero abandonar Nicaragua en 1857, regresando este a Estados Unidos.
En 1859 los británicos acordaron un tratado que reconocía la soberanía de Honduras sobre 'La Mosquitia' e islas de la Bahía. Algunos de los colonos británicos en la zona se opusieron a esta transferencia y solicitaron ayuda a William Walker. Este pensó que sería bien recibido por los liberales de Honduras, quienes trataban de derrocar al presidente José Santos Guardiola.
En 1860, Walker desembarcó en las costas de Honduras, pero allí encontró poco apoyo de parte de los hondureños y de los británicos. Walker se entregó a los británicos, quienes de inmediato lo entregaron a las autoridades hondureñas. Unos días más tarde (1860), Walker fue fusilado en Trujillo. El regreso de las Islas de la Bahía y la muerte de Walker puso fin a la amenaza inmediata a la integridad territorial de Centroamérica y Honduras.

### Reforma liberal

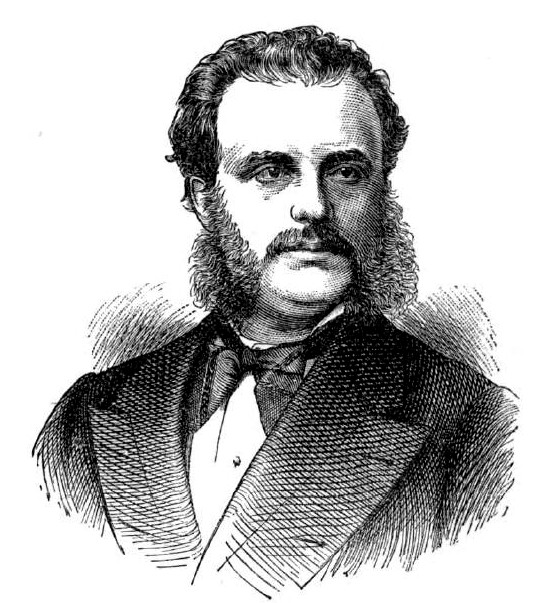
Doctor, Marco Aurelio Soto, es conocido por implementar la reforma liberal y modernizar el país.

Por todo el resto del siglo, Honduras fue gobernada por presidentes impuestos por Guatemala, El Salvador y Nicaragua. El General José María Medina se desempeñó como presidente varias veces durante ese período, pero una intervención de Guatemala en 1876 lo sacó del poder junto a sus partidarios. En su lugar llegó el Doctor Marco Aurelio Soto quien gobernó con el apoyo del presidente Justo Rufino Barrios. Soto implementó en Honduras la Reforma Liberal, a través de la cual desarrolló la economía y convirtió al país en una sociedad moderna, uno de los avances fue la creación de la primera red ferroviaria de Honduras.
Sin embargo en 1883, el Doctor Soto también cayó en desgracia con Barrios y se vio obligado a dimitir. Su sucesor, el general Luis Bográn, sobrevivió en el cargo hasta 1891 cuando el Gral. Ponciano Leiva (quien gobernó brevemente en tres ocasiones 1873-76) volvió al poder en unas elecciones manipuladas. A pesar de ser un liberal, Leiva intentó gobernar como un dictador absoluto. Leiva disolvió el Partido Liberal de Honduras (PLH) y deportó a sus dirigentes.
El resultado de esto fue una nueva ronda de conflictos en la cual, el reconstituido Partido Liberal finalmente salió victorioso. El PLH fue dirigido por Policarpo Bonilla, con el apoyo del dictador liberal de Nicaragua, José Santos Zelaya.
Cuando Bonilla asumió el poder en 1894, este comenzó a implementar cierto grado de orden en la escena de la política hondureña. Otra constitución fue promulgada en 1895, y Bonilla fue elegido para un mandato de cuatro años. La administración de Bonilla modernizó los códigos civil, mejoró las comunicaciones, e hizo un esfuerzo por resolver la alargada disputa fronteriza con Nicaragua. Bonilla también se aseguró que el Gral. Terencio Sierra lo reemplazara al final de su mandato en 1899.

## SigloXX

### El enclave bananero

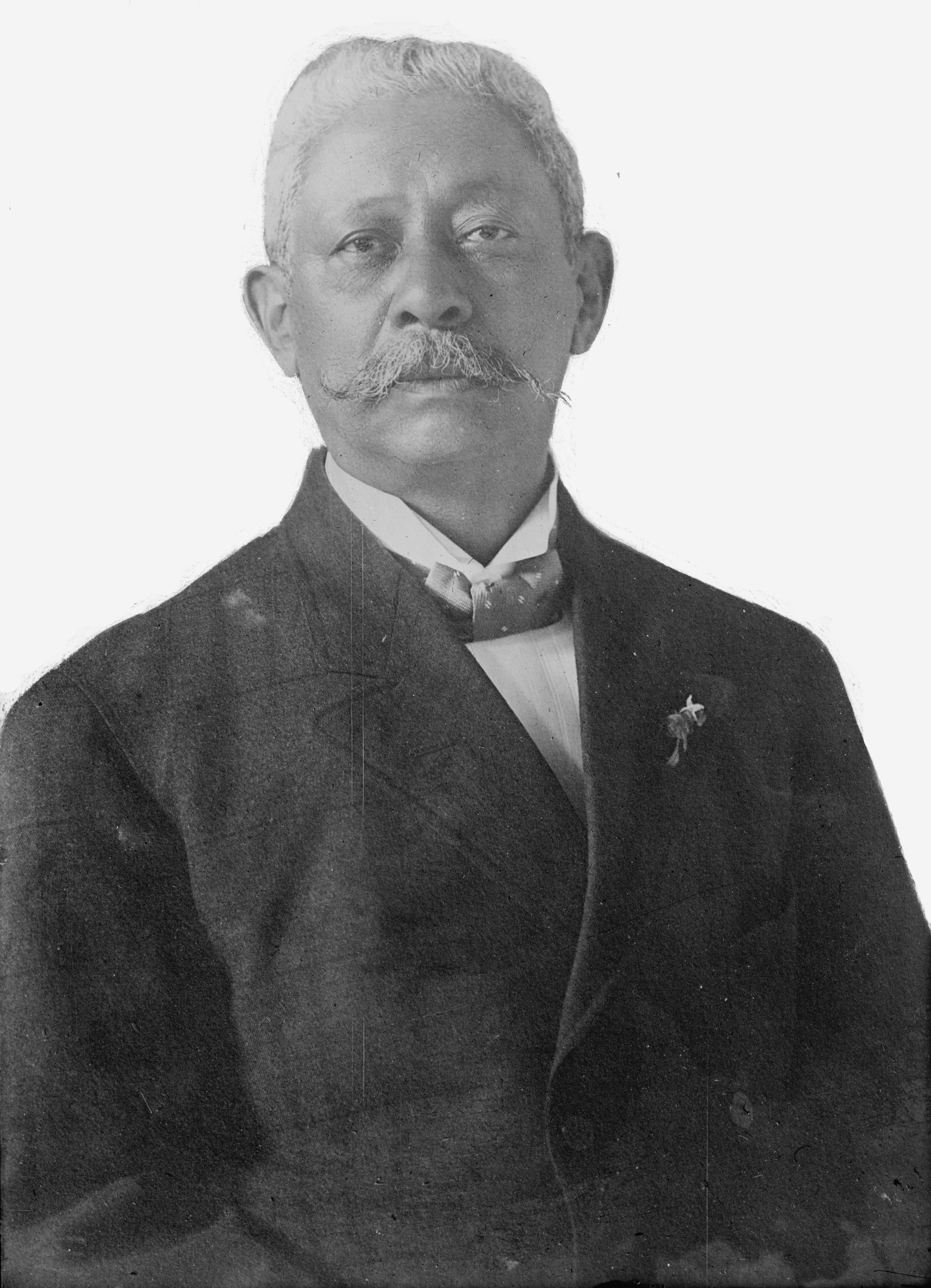
Manuel Bonilla

El presidente Terencio Sierra fue el primer gobernante de Honduras del siglo XX, luego de recibir la presidencia de manos de Policarpo Bonilla en 1899. Durante su gestión, se dio uno de los hechos históricos más importantes en la vida económica y política del país. "Los hermanos Vaccaro, una familia de origen italiano que comerciaban banano en Nueva Orleans, recibió concesiones de tierras en la Costa Norte... La empresa de los Vaccaro, como lo hicieron más tarde otros concesionarios en la Costa norte, aprovechó los privilegios que le otorgaban las concesiones para exportar banano desde La Ceiba."

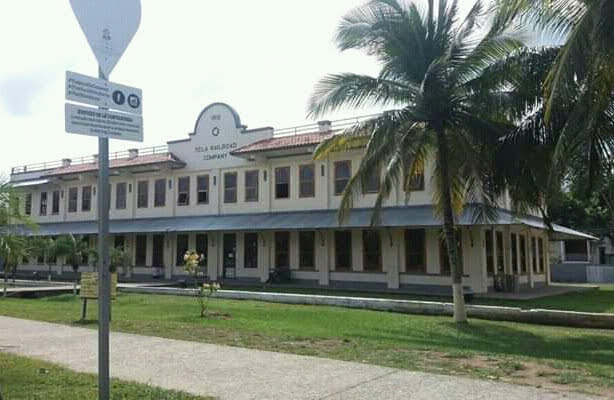
Edificio del ferrocarril nacional en la ciudad de Tela.

Una vez cumplido su periodo presidencial, Sierra hizo esfuerzos por perpetuarse en el poder, pero fue derrocado por el general Manuel Bonilla. Este gobernante resultó ser mejor amigo de las compañías bananeras que el mismo Terencio Sierra. Durante su administración estas empresas, ganaron las exenciones de impuestos y el permiso para la construcción de muelles y carreteras. También concesiones para construir cauces artificiales para transportar el banano y canalizar los ríos Salado y El Porvenir, así como el permiso para obtener las cartas para la construcción del nuevo ferrocarril.
Durante su mandato el conservador, Manuel Bonilla encarceló al expresidente Policarpo Bonilla por dos años y tomó otras medidas para reprimir la oposición política de los liberales, que eran el único partido político organizado. Los conservadores se dividieron en una serie de facciones personalistas y carecían de un liderazgo coherente. Manuel Bonilla hizo algunos esfuerzos por reorganizar los conservadores en un partido político. El actual Partido Nacional de Honduras (PNH) tiene sus orígenes en su administración. Manuel Bonilla promovió algunas mejoras internas, en particular la construcción de carreteras. Pero quizás el mayor logro de la administración Bonilla, fue la delimitación de la frontera con Nicaragua especialmente en la zona de La Mosquitia, por la cual hubo una larga disputa.
En 1906 Manuel Bonilla resistió con éxito una invasión desde Guatemala, pero este fue su último gran éxito. El pacto de amistad que tenía firmado (1906) con Guatemala y El Salvador fue interpretada como una alianza anti-Nicaragüense por el presidente Zelaya de Nicaragua. Zelaya comenzó a apoyar a los liberales exiliados de Honduras en su país en un esfuerzo por derrocar a Manuel Bonilla, quien se había convertido, en el dictador de Honduras.
Bonilla intentó resistir con la ayuda de los salvadoreños. Pero en marzo, sus fuerzas fueron derrotadas de manera decisiva, en una batalla notable por la aparición de ametralladoras en los conflictos civiles de Centroamérica.

### Inestabilidad y tratados de paz

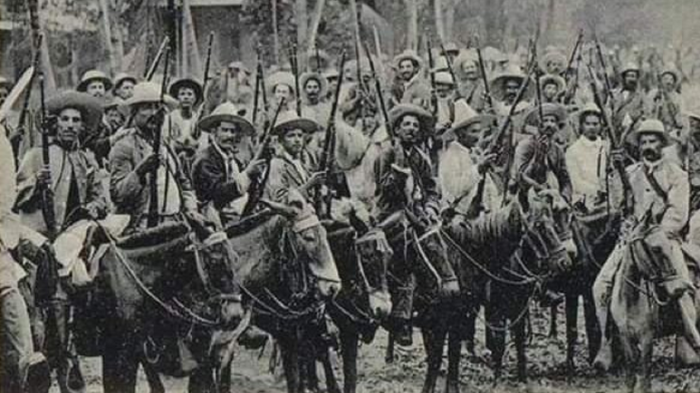
caballeria rebelde durante el Conflicto armado de Honduras de 1907.

"La Junta Provisional de Gobierno, integrada por los generales Miguel Oquelí Bustillo, Máximo B. Rosales y J. Ignacio Castro, designó a Miguel Rafael Dávila Cuellar como nuevo presidente de la república... Las primeras medidas fueron pacificar el país y someter a los jefes rebeldes del antiguo régimen de Manuel Bonilla. La influencia de los gobiernos de Nicaragua y El Salvador en intervenir en los asuntos internos de Honduras, obligó al presidente Dávila Cuellar a movilizar tropas hacia las fronteras."

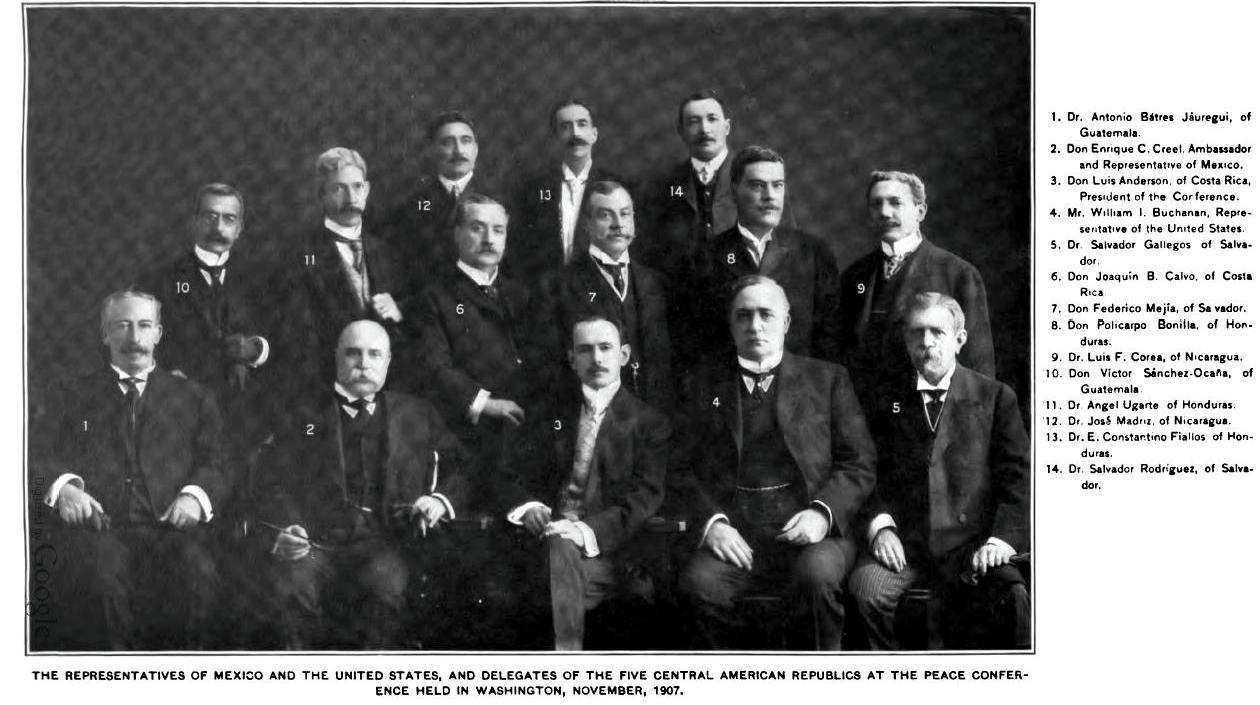
Conferencia de Paz y Amistad de 1907.

"El 20 de diciembre de 1907, se celebró en Washington, el Tratado general de paz y amistad para poner fin a las hostilidades de Nicaragua y El Salvador contra el gobierno de Dávila. Electo el 1 de marzo de 1908 para su período constitucional, la administración se enfrentó a la invasión de Manuel Bonilla. Por la gravedad del conflicto político-militar, el gobierno de Estados Unidos de América intervino."
Las negociaciones entre las fuerzas del gobierno y la oposición militar de Manuel Bonilla, conocidas como Conferencias del Tacoma, con la mediación del gobierno estadounidense, se llevaron a bordo de un buque de guerra de este país anclado en la Bahía de Puerto Cortés, con la presencia del representante del departamento de Estado, Thomas C. Dawson. Como resultado de las conversaciones, el presidente Dávila renuncia y se nombra a Francisco Bertrand como gobernante provisional.
De 1920 a 1923, se dieron diecisiete levantamientos o intentos de golpe de Estado en Honduras con la participación de los países vecinos. Esto contribuyó aún más a la inestabilidad política del país. Estados Unidos preocupado por proteger sus intereses en el país, trató de mediar con un segundo Tratado de Paz en 1923. Sin embargo honduras entraría en guerra en 1924, conocida cómo "la revolución reivindicadora" o segunda guerra civil de Honduras la cual trajo cientos de problemas económicos al país.  Vicente Mejía Colindres asumió el cargo en 1929 con grandes esperanzas para su administración y su nación. Honduras parecía encaminarse rumbo al progreso político y económico. Pero muchas de las esperanzas de Mejía Colindres, se desvanecieron con el inicio de la Gran Depresión.
El general Tiburcio Carías Andino gobernó a Honduras dictatorialmente durante la 'Gran Depresión', hasta 1948. Durante su gobierno la situación fiscal del país mejoró notablemente, modernizó las fuerzas armadas y mejoró ligeramente la educación y la infraestructura de Honduras. Además, trajo orden y una paz relativa que el país no había tenido, aunque para ello tuvo que hacer uso de la represión. Presionado por el gobierno de los Estados Unidos, el Gral. Carias permitió elecciones libres en el país. No obstante, Carías encontró maneras de usar su influencia y nominó a Juan Manuel Gálvez como candidato por el Partido Nacional.
Juan Manuel Gálvez ganó las elecciones sin oposición alguna. Durante su gobierno, Gálvez siguió la mayor parte de las políticas fiscales de la administración Carias, la reducción de la deuda externa y pagó hasta el último de los bonos británicos. Las compañías fruteras siguieron recibiendo un buen trato por parte de Gálvez. Además, Gálvez estableció algunos cambios notables en comparación a los últimos quince años. La educación recibo mayor atención, y comenzó a recibir una parte mayor del presupuesto nacional. El cambio más evidente fue en la arena política. Un considerable grado de libertad de prensa fue restaurada. Al Partido Liberal se le permitió reorganizarse, así como a otros grupos políticos. Asimismo, los trabajadores también se beneficiaron durante su gobierno.

### Segunda Guerra Mundial
La nación centroamericana también decide mantener relaciones diplomáticas con el imperio del Japón en 1935. Esto se debió a que el dictador Hondureño el general Carias Andino era simpatizante del fascismo y sentía admiración por la Italia fascista y la Alemania Nazi, al grado que ambos regímenes sirvieron como patrón para su gobierno a partir de 1937 durante la época del régimen conocido como "El cariato". Las relaciones diplomáticas entre Honduras y las naciones del Eje se mantendrían en pie hasta 1941 no sin antes pasar por cierto deterioro como en el caso de la expulsión del cónsul alemán Christian Zinsser tras una serie de polémicas alrededor de su persona en su estadía en Honduras. No es hasta que se produce el ataque a Pearl Harbor en diciembre del mismo año que Honduras le declararía la guerra al Imperio del Japón el 8 de diciembre de 1941 y acto seguido a la Alemania Nazi y el Reino de Italia junto con otras naciones Centroamericanas. 
De esta manera diversos buques mercantes de Honduras serían atacados por U-boats Alemanes por ende se inician los patrullajes aéreos a partir de 1942. Esto fue gracias a que la dictadura de Tiburcio Carias Andino modernizó el ejército Hondureño y fundó la Fuerza Aérea Hondureña. Durante  esta época llegaría la política más controversial del Gobierno del general Carias Andino la cual fue la incautación de bienes y propiedades pertenecientes a familias alemanas hondureñas.

### La crisis constitucional de 1954
Los programas liberales impulsados por Gálvez no dejaron nada contento al expresidente Tiburcio Carías Andino, por lo que decidió postularse a la presidencia por el PNH a pesar de su avanzada edad. Este movimiento, sin embargo dividió al partido, y los miembros más moderados se separaron para formar el Movimiento Nacional Revolucionario (MNR). La división del partido en el poder alentó al Partido Liberal (PLH), que se unió detrás de la candidatura de Ramón Villeda Morales, un médico de Tegucigalpa quien fue visto como un poco a la izquierda en el espectro político del partido.

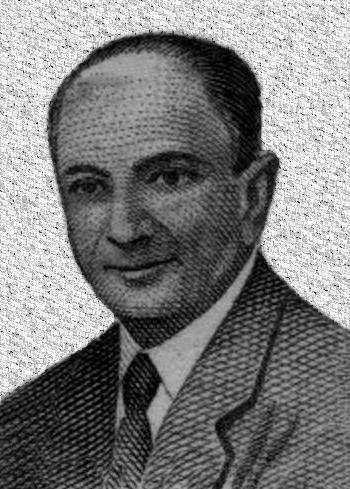
Julio Lozano Díaz

La campaña política y las elecciones fueron muy libres y honestas. El 10 de octubre de 1954, aproximadamente 260.000 de los más de 400 mil votantes acudieron a las urnas. Ramón Villeda Morales ganó con 121.213 votos, Carías recibió 77.041 y Abraham Williams recibió a 53.041. No obstante Villeda quedó corto de ser elegido por unos 8,000 votos. Bajo las leyes de Honduras, era necesario obtener una mayoría para ser elegido presidente.
Dado este escenario se repitió lo sucedido durante la elección de 1924. La constitución requería, en primer lugar, que dos tercios de los miembros de la nueva legislatura debían estar presentes y votar para elegir a un presidente y, en segundo lugar, que el vencedor debe recibir dos tercios de votos de la legislatura. Para complicar aún más las cosas, Gálvez se fue a Miami supuestamente para recibir tratamiento médico, aunque algunas fuentes aseguran que este simplemente huyó del país, dejando el gobierno en manos del vicepresidente Julio Lozano Díaz.
Incapaces reconciliar sus diferencias y no dispuestos a aceptar Villeda Morales como presidente, los diputados del PNH y MNR boicotearon la asamblea legislativa, produciendo una crisis constitucional. Esa Constitución estipulaba que en caso de bloqueo del Congreso le correspondía a la Corte Suprema de Justicia elegir al presidente. Pero los miembros de la corte, eran personas nombradas por Carías, por esta razón, el PLH se opuso a tal curso de acción.
Ante esta coyuntura, el vicepresidente, Julio Lozano Díaz repentinamente suspendió la legislatura y anunció que actuaría como presidente hasta nuevas elecciones. Lozano Díaz declaró que iba a formar un gobierno de unidad nacional con miembros del gabinete tomadas de todos los grandes partidos y recibió promesas de apoyo de los tres candidatos en las elecciones de 1954. En su discurso del 6 de diciembre Díaz anunció que él "actuaría como un sol magnífico, que a todos ilumina y a nadie quema." Según el historiador Longino Becerra: "Al principio todo fue armonía entre las fuerzas que se repartieron el poder político de la Nación."
Pero Lozano Díaz, pronto dejó claro que no tenía ninguna intención de entregar el poder en elecciones libres, organizó su propio partido (Partido Unión Nacional, o PUN) y contó con el apoyo de las compañías bananeras y "la burguesía disidente del partido nacional." Asimismo, limitó las actividades de otros partidos políticos y, en julio de 1956, Villeda Morales y otros líderes PLH fueron arrestados y llevados de repente en el exilio. Unas semanas más tarde, el gobierno aplastó un levantamiento de 400 soldados en la capital. La opinión pública, sin embargo, se estaba convirtiendo cada vez más hostil al presidente, y los rumores de su inminente caída había comenzado a circular.
El 21 de octubre de 1956, las fuerzas armadas, dirigidas por el director de la Escuela Militar, General Roque J. Rodríguez, el comandante de la Fuerza Aérea, Coronel Héctor Caraccioli y por el Mayor Roberto Gálvez Barnes, derrocaron y enviaron al exilio a Julio Lozano Díaz. Estos establecieron una junta militar para gobernar el país, hasta la celebración de nuevas elecciones.

## Gobiernos militares

### El golpe de Estado de 1963

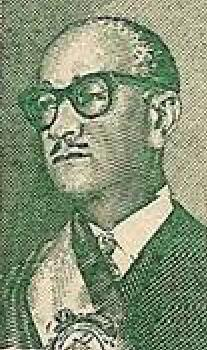
Ramón Villeda Morales fue depuesto del poder a través de un golpe de Estado orquestado por el alto mando militar de Honduras.

El mayor problema de los militares, fue la celebración de elecciones para una legislatura y la selección de un nuevo presidente. Al final, estos se decidieron por un sistema de representación proporcional, y así las elecciones se llevaron a cabo en octubre. El PLH ganó la mayoría, y en noviembre, por el voto de treinta y siete a veinte, la asamblea seleccionó a Ramón Villeda Morales como presidente para un mandato de seis años a partir del 1 de enero de 1958.
La administración de Villeda hizo tremendos esfuerzos por mejorar la calidad de vida de los hondureños. El gobierno obtuvo fondos provenientes del Fondo Monetario Internacional (FMI) para estabilizar la moneda. Asimismo, se obtuvieron fondos del Banco Mundial para comenzar la pavimentación de la carretera norte hacia la capital. Mayor atención se le dio a un nuevo código del trabajo, el establecimiento de un sistema de seguridad social, y se comenzó un programa de reforma agraria.
El programa de reforma produjo una creciente oposición, entre los elementos más conservadores de la sociedad hondureña. Hubo levantamientos dispersos durante los años iniciales de Villeda Morales en el poder, pero los militares permanecieron leales y aplastaron rápidamente los disturbios. Sin embargo, el apoyo de los militares comenzó a evaporarse a principios de la década de 1960. Esto fue en parte el resultado de las crecientes críticas al gobierno por parte de las organizaciones conservadoras, como la Federación Nacional de Agricultores y ganaderos de Honduras (FENAGH), que representa a los grandes terratenientes.
El cambio de actitud en los militares, también reflejó la preocupación por lo que se consideraba como trastorno de las zonas rurales y las más frecuentes y creciente influencia radical en los grupos de obreros y campesinos. Asimismo, se deterioraron las relaciones con los estados vecinos, especialmente con Nicaragua, lo que también contribuyó enormemente a la tensión. Pero las principales causas del deterioro de las relaciones entre el los militares y Villeda Morales, fue la creación de una Guardia Civil por parte del presidente en 1957. Esta era, una policía militarizada que obedecía exclusivamente al presidente y no el jefe de las fuerzas armadas. Las elecciones estaban previstas para octubre de 1963. Al igual que en 1954, el PLH se enfrentaba a una oposición dividida. El PNH había nominado a Ramón Ernesto Cruz, mientras que una facción del Partido corrió al hijo del expresidente Carías.
El PLH ignoró los deseos de su presidente y nombró a Modesto Rodas Alvarado, una figura carismática, muy partidista pero considerado izquierdista. Todas las señales apuntaban a una victoria aplastante del partido Liberal, un resultado que los militares encontraron cada vez más difíciles de digerir. Los rumores de un golpe de Estado comenzó a circular a finales del verano de 1963. Estados Unidos se opuso a este curso de acción, incluso envío un oficial de alto rango del Comando Sur en la Zona del Canal de Panamá para tratar de convencer al jefe de las Fuerzas Armadas, coronel de aviación Oswaldo López Arellano, a cancelar el golpe de Estado.
Villeda Morales también hizo lo propio por detener el golpe de Estado. Sin embargo, antes del amanecer del 3 de octubre de 1963, los militares se tomaron el poder. El presidente Villeda y los candidatos presidenciales del PLH fueron enviados al exilio, el Congreso fue disuelto, la constitución fue suspendida, y las elecciones previstas fueron canceladas. El coronel López Arellano se proclamó presidente, lo que llevó a Estados Unidos a romper relaciones con Honduras.

### Dictadura de Oswaldo López Arellano
La creciente influencia radical izquierdista, fue la excusa que uso el gobierno de Oswaldo López Arellano, para justificar el golpe de Estado. López, luego se movió astutamente para consolidarse en el poder. Este disolvió o atacó de una u otra forma a las facciones de tendencia izquierdista.
La Ley de Reforma Agraria fue anulada con eficacia, en parte por la negativa del régimen de López de asignar dinero para el Instituto Nacional Agrario (INA). Además, otros sindicatos campesinos incluyendo la Unión Nacional de Campesinos (UNC), fueron duramente perseguidos por el gobierno de López Arellano. Además, se le relacionó al gobierno de López con una organización secreta conocida como la 'Macha Brava'. Esta organización, obtuvo gran parte de sus miembros, de las filas de los empleados públicos. Era utilizada para atacar a los izquierdistas, e intimidar a opositores políticos.
El jefe de Estado, se comprometió a convocar a elecciones para una nueva legislatura. De esta forma, López logró en 1964, que su gobierno fuese reconocido por el presidente de los Estados Unidos, Lyndon B. Johnson. Poco después, Estados Unidos reanudó la ayuda militar, la cual había sido suspendida tras el golpe de Estado.
Durante su gobierno, Oswaldo López Arellano logró desarrollar una estrecha relación con importantes miembros del Partido Nacional. Un factor importante para estos vínculos, fue el líder del Partido, Ricardo Zúñiga Agustinus quien ejerció la posición clave de secretario de Estado de la Presidencia. Asimismo, otros miembros del Partido Nacional sirvieron en el gabinete de López, dándole un carácter cívico-militar. Esta relación entre nacionalistas y el gobierno de López distancio a la administración de López Arellano con los miembros del Partido Liberal.

Para dar una apariencia de legalidad a su gobierno, López Arellano promulgó una nueva constitución con un congreso unicameral. Luego llamó a elecciones para este nuevo congreso. En noviembre (1964), se decretó amnistía general para figuras políticas de oposición. De esta manera, los exiliados pudieron regresar y así el Partido Libera pudo reanudar la actividad política. Sin embargo, durante la campaña política, el Partido Nacional se comprometió a designar a López Arellano como presidente en caso de obtener el control de congreso. 

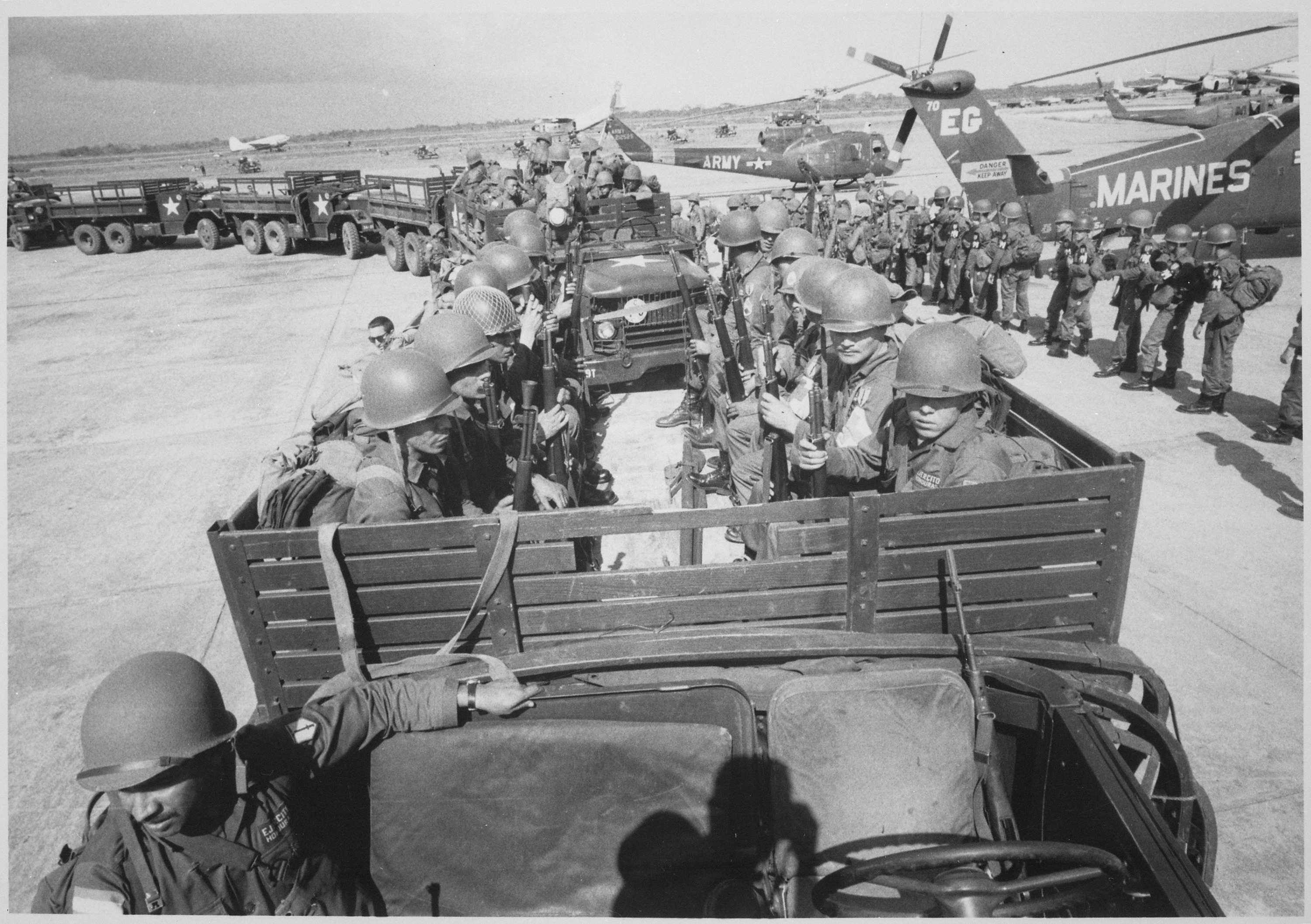
Tropas hondureñas a su arribo en Santo Domingo

La votación se llevó a cabo el 16 de febrero de 1965; el PNH obtuvo 35 escaños, y el PLH 29. El PLH acusó al gobierno de manipular los resultados, y algunos líderes del partido instaron a sus partidarios a boicotear las reuniones de la asamblea. Pero el PLH fue incapaz de ponerse de acuerdo sobre esta táctica. - Suficientes miembros PLH tomaron sus asientos cuando el Congreso se reunió el 15 de marzo para dar el cuórum necesario. Los delegados PNH mantuvieron su promesa y eligieron a López Arellano como presidente para un nuevo mandato de seis años (1965 y 1971).
Durante la primera parte de su administración, López Arellano tuvo cierto éxito en los asuntos exteriores. Uno de los primeros actos de su gobierno fue unirse a Guatemala y Nicaragua en el establecimiento del Consejo de Defensa Centroamericano (CONDECA). Este fue un pacto militar entre los países de América Central y Estados Unidos para la coordinación de las actividades de contrainsurgencia. El Salvador se unió poco después, y en 1965 celebró su CONDECA su primer ejercicio militar conjunto en la costa caribeña de Honduras. Ese mismo año, Honduras contribuyó con un pequeño contingente de tropas de la OEA, para la vigilancia de las elecciones en la República Dominicana. Asimismo, Honduras mejoró sus relaciones con Nicaragua, los Estados Unidos, y otros países, pero su relación con El Salvador empeoró.

### La guerra de 1969

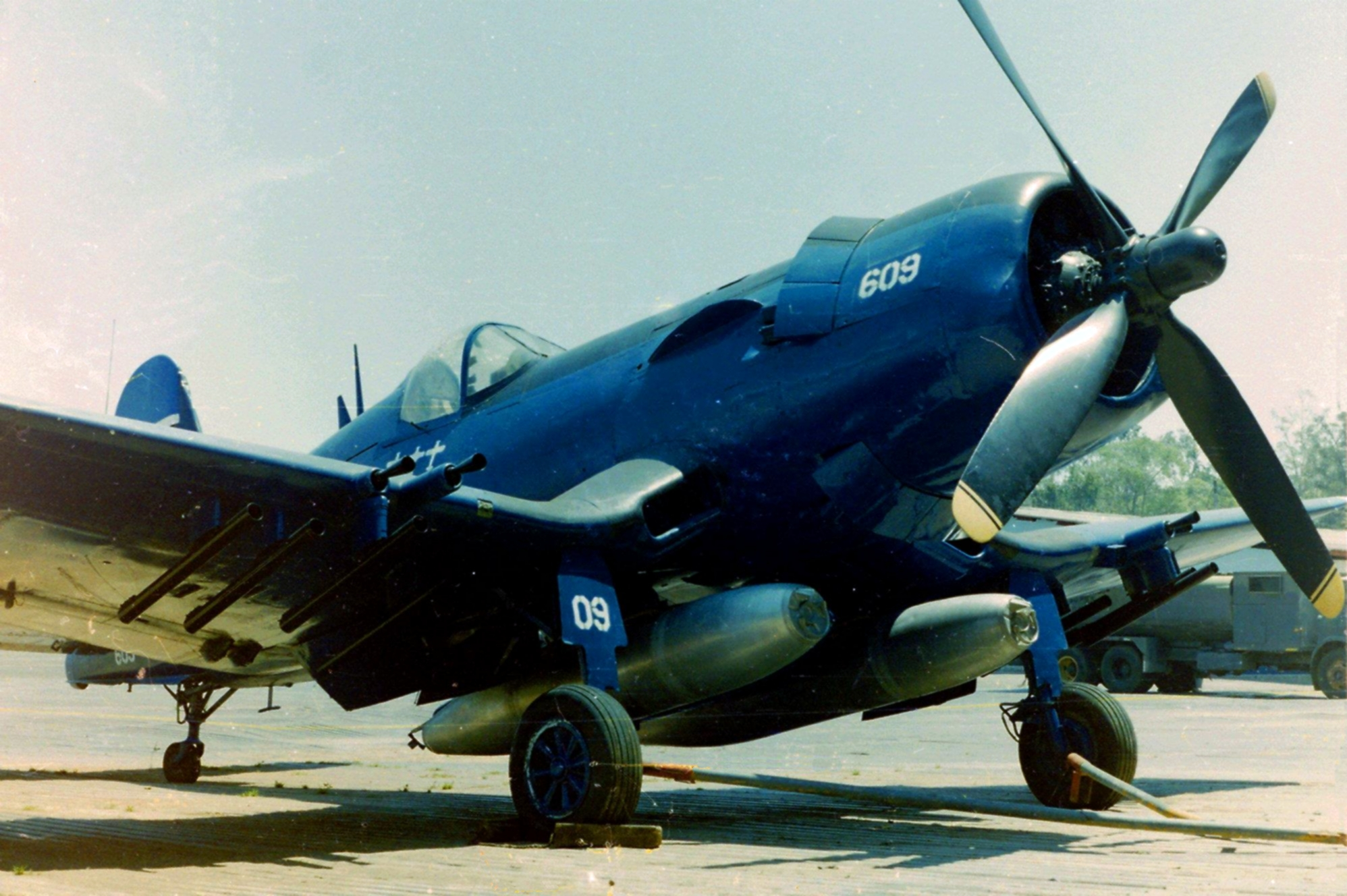
Corsario usado durante la guerra de 1969

En 1968 el régimen de López Arellano parecía estar en serios problemas. La pésima situación económica produjo conflictos laborales, disturbios políticos, e incluso las críticas de grupos conservadores como la FENAGH. La situación política se deterioró, el gobierno hondureño y algunos grupos privados, culparon de los problemas económicos del país en los cerca de 300.000 inmigrantes indocumentados salvadoreños en Honduras. La FENAGH culpó a los inmigrantes salvadoreños con invasiones ilegales de tierras.
Las tensiones aumentaron en junio de 1969, cuando los equipos nacionales de los dos países se preparaban para enfrentarse con miras a la Copa del Mundo de 1970. Durante el primer encuentro celebrado en Tegucigalpa, se dieron algunos disturbios. Pero la situación se volvió mucho peor durante el partido de vuelta celebrado en San Salvador. Aficionados hondureños fueron maltratados, la bandera y el himno nacional de Honduras fueron insultados, y las emociones en los dos países llegó a ser extremadamente agitada.
En represalia, los hondureños actuaron violentamente en contra de muchos residentes salvadoreños en Honduras, incluyendo varios vicecónsules. La prensa de ambas naciones contribuyó a un creciente clima de histeria, y así, el 27 de junio de 1969, Honduras rompió relaciones diplomáticas con El Salvador. Temprano en la mañana del 14 de julio de 1969, se inició una acción militar concertada la cual se conoció como "la guerra del fútbol". La fuerza aérea salvadoreña atacó blancos dentro de Honduras. Asimismo, el ejército salvadoreño lanzó grandes ofensivas, a lo largo de la carretera principal que conecta las dos naciones y en contra de las islas hondureñas en el Golfo de Fonseca.
El ejército salvadoreño más grande y mejor equipado que el de Honduras, empujó al ejército hondureño a más de ochenta kilómetros y capturó la capital del departamento de Ocotepeque. A partir de entonces, el avance salvadoreño se estancó debido a que estos experimentaron escasez de combustible y municiones. Una de las principales razones para la escasez de combustible fue la acción de la Fuerza Aérea Hondureña, que - además de destruir la pequeña fuerza aérea salvadoreña - había dañado enormemente las instalaciones salvadoreñas de petróleo.
El día después de que la lucha había comenzado, la OEA se reunió en una sesión urgente y pidió un alto el fuego inmediato y la retirada de las fuerzas salvadoreñas de Honduras. El Salvador resistió las presiones de la OEA durante varios días, exigiendo que primero Honduras se comprometiera a pagar la reparaciones a los ciudadanos salvadoreños y garantizar la seguridad de los que todavía permanecían en Honduras.
Un alto el fuego se organizó en la noche del 18 de julio, pero este entró en vigor hasta el 20 de julio. La guerra produjo pérdidas para ambas partes. Entre 60.000 y 130.000 salvadoreños
habían sido expulsados por la fuerza o habían huido de Honduras, produciendo una grave perturbación económica en algunas áreas. El comercio entre las dos naciones se interrumpió totalmente, dañando las economías de ambos países y amenazó el futuro del Mercado Común Centroamericano (MCCA).

### Golpe de Estado de 1972

El presidente Cruz fue derrocado por Oswaldo López Arellano

La guerra, dio lugar a un nuevo sentido del nacionalismo en Honduras. Miles de trabajadores y campesinos hondureños habían ido al gobierno a pedir armas para defender su nación. La lucha política interna había sido suspendido brevemente durante el conflicto con El Salvador, pero a comienzos de 1970 estaba de nuevo, en pleno apogeo.
El gobierno de López estaba bajo presión para iniciar las reformas administrativas y electorales, permitir elecciones libres en 1971, reorganizar el ejército, y adoptar nuevos programas económicos, incluida una revisión de las relaciones de Honduras con el MCCA. Representantes de las organizaciones sindicales, campesinas, y las empresas conocidas como las fuerzas vivas se reunieron con López Arellano.
Estos propusieron un Plan de Unidad Nacional, haciendo un llamado a los partidos políticos a llevar a cabo elecciones libres. Así también, a crear un gabinete de coalición, y una división de puestos en el gobierno y escaños en el Congreso. Tras un largo debate, los partidos políticos tradicionales respondieron a las presiones de las fuerzas vivas y de los militares. El 7 de enero de 1971, se firmó un pacto político para establecer un gobierno de unidad nacional tras las elecciones del 28 de marzo de 1971.
Las elecciones de 1971 fueron relativamente libres y honestas. El PLH designó a Jorge Bueso Arias, como su candidato presidencial, y el PNH nominó a, Ramón Ernesto Cruz. La mayoría de los observadores anticipaban una victoria del PLH, pero el PNH hizo una campaña más agresiva, haciendo uso de los medios de comunicación y técnicas modernas de campaña política, por primera vez en la historia de Honduras. Luego de finalizada las elecciones, “Cruz alcanzó el triunfo en las elecciones de marzo de 1971, con 306.028 votos, mientras que el candidato liberal obtuvo 276.777 votos; el abstencionismo fue del 32%”.
Una vez en el gobierno, Cruz parecía estar a la altura de los términos acordados entre las fuerzas vivas y los partidos políticos. El presidente, nombró a cinco miembros del PLH, cinco miembros del PNH, y un oficial militar en su gabinete. López Arellano se mantuvo como jefe de las fuerzas armadas.
Cruz empujó a través de un reacio Congreso un proyecto de ley que recortar los beneficios fiscales y exenciones de las importaciones. Este proyecto de ley produjo la oposición de los sectores empresarial y laboral. Además entró en desacuerdos con miembros del partidos liberal, luego de despedir a dos miembros liberales de su gabinete. A mediados de 1972 el presidente había perdido la mayor parte del apoyo de sectores no nacionalistas.
La virtual paralización de la reforma agraria y el asesinato de varios campesinos por el ejército en el departamento de Olancho enfureció a grupos de campesinos. En diciembre campesinos y organizaciones sindicales anunciaron una marcha de hambre de 20 000 personas a Tegucigalpa para protestar contra la política agraria del gobierno. Todo esto provocó que el 4 de diciembre de 1972, los militares encabezados de nuevo por Oswaldo López Arellano se tomaran el poder, en un golpe de Estado pacífico.
En 1971 Estados Unidos entregó las islas del Cisne a Honduras tras firmar el Tratado de las islas del Cisne.

### Huracán Fifi

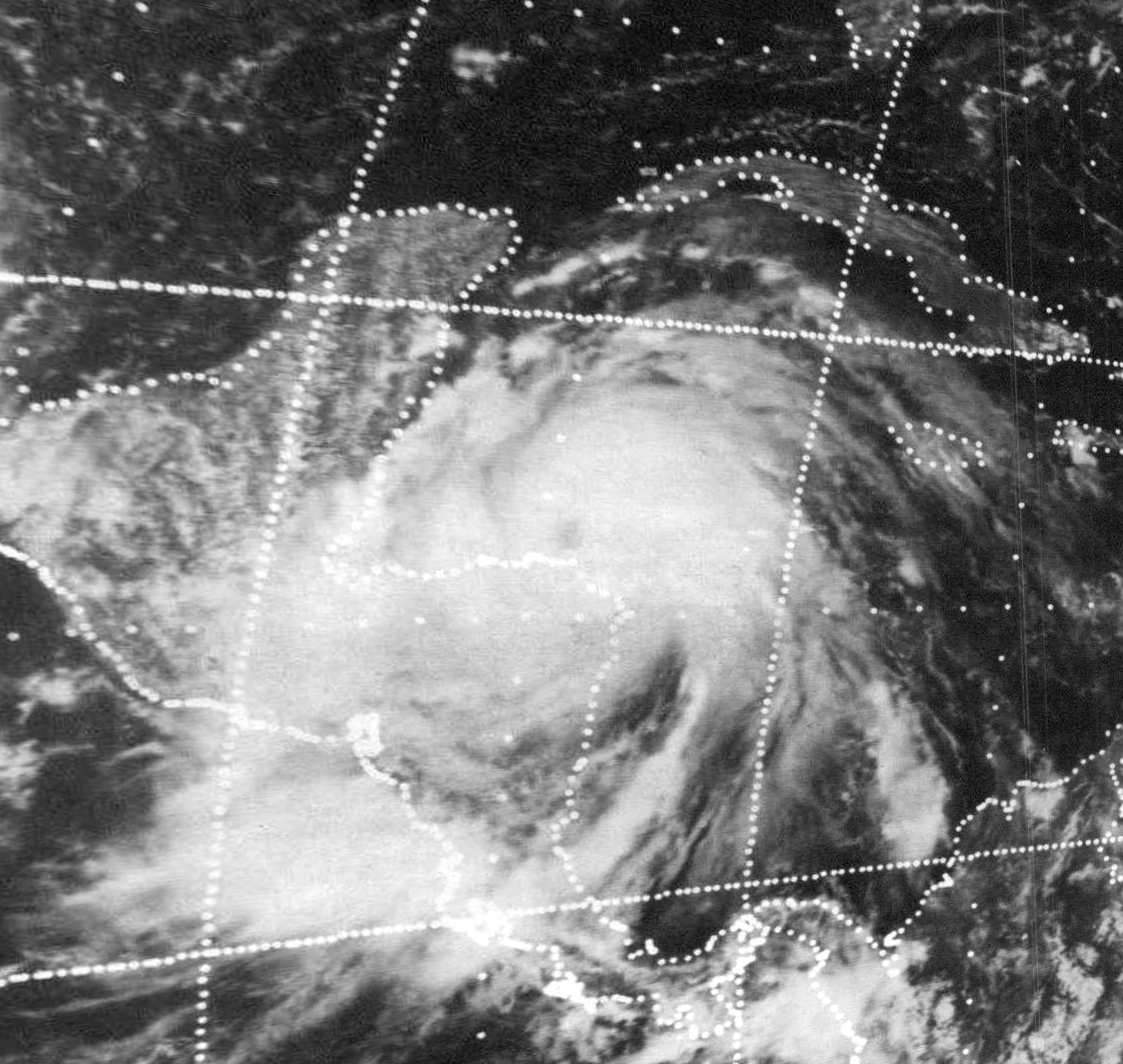
El huracán Fifí (1974) causó inmensos daños a la economía hondureña

Durante el segundo período de su gobierno, López Arellano experimentó serios problemas. En 1974 la economía crecía a ritmo lento, en parte por el inmenso daño causado al país, por el huracán Fifí en septiembre de ese año. La tormenta fue el desastre natural más devastador en la historia reciente de Honduras. Más de 10 000 personas perdieron la vida, además de causar inmensos daños a la industria del banano.
En 1974, Honduras junto a otros países exportadores de banano acordaron cobrar 50 centavos por caja exportada de banano. El impuesto de Honduras había entrado en vigor en abril de 1974, pero fue cancelada repentinamente, cuatro meses después. Poco después, comenzaron a circular informes de que la United Brands Company a través de su presidente, Eli M. Black, había pagado $1.2 millones a las autoridades hondureñas para conseguir la derogación del impuesto. López Arellano y su ministro de economía, Abraham Benatton Ramos resultaron involucrados en el soborno según The Wall Street Journal en su edición del 9 de abril de 1975.

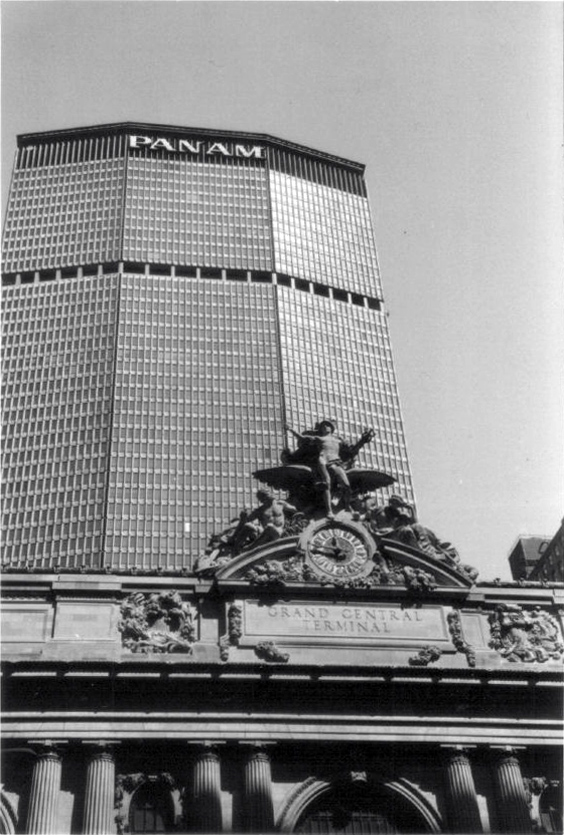
Edificio desde donde se suicidó Eli M. Black, al quedar al descubierto el soborno bananero de 1975

Las Fuerzas Armadas de Honduras reaccionaron al escándalo, destituyendo a López Arellano y reemplazándolo con el coronel Juan Alberto Melgar Castro.
Melgar Castro resultó ser de una línea más conservadora que López Arellano. Debido a eso, "mostraba menos decisión en cuanto a llevar a la práctica el programa de reformas." Durante su gobierno se crearon organismos asesores para lidiar con los problemas del país. El 19 de mayo de 1975, se creó el Consejo Asesor de la Política Bananera. Estos organismos sugirieron la derogación de las concesiones bananeras, acto que fue llevado a feliz término con el Decreto-Ley No 253.
El 9 de marzo de 1976, se creó el Consejo Asesor del Jefe de Estado (CADEJE) compuesto de 35 miembros propietarios y 35 miembros suplentes, con el objetivo de proponer al jefe de Estado un proyecto de Ley Electoral. Así también, como de emitir los dictámenes u opiniones que correspondan sobre los asuntos que le sean presentados por el jefe de Estado. Y finalmente, presentar al jefe de Estado presentar inicianativas sobre la problemática nacional. Los partidos tradicionales y COHEP, entre otros, se negaron a ser parte del este consejo.
Juan Alberto Melgar Castro quiso postularse a la presidencia con el apoyo de disidentes de los partidos Nacional y Liberal así como del PINU y la Democracia Cristiana. Esto no fue visto con buenos ojos dentro del Consejo Superior de las Fuerzas Armadas y propusieron a Melgar Castro un "cambio de rumbo del gobierno", exigiendo entre otras cosas la destitución de miembros del gabinete de gobierno de Melgar. El jefe de Estado rechazó estas exigencias, y fue destituido el 7 de agosto de 1978, en su lugar se nombró una junta de gobierno encabezada por el Jefe de las Fuerzas Armadas, Policarpo Paz García.

## Restablecimiento de la democracia

### Elecciones de 1980

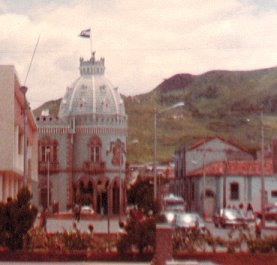
Vista a la antigua casa presidencial de Honduras en 1980.

En 1979 se produjo la Revolución Sandinista que derrocó al dictador Anastasio Somoza Debayle en Nicaragua, con un amplio apoyo internacional, que abarcaba desde el presidente de Estados Unidos Jimmy Carter, hasta los gobiernos de la Unión Soviética y Cuba. El presidente Carter, que se caracterizó por denunciar las violaciones masivas a los derechos humanos de las dictaduras latinoamericanas, presionó al general Policarpo Paz García a llevar a cabo elecciones en Honduras. Paz García cedió a las presiones estadounidenses y en abril de 1980, la ciudadanía hondureña fue convocada a las urnas para elegir a los delegados para un nuevo Congreso.
En las elecciones de 1980, todo apuntaba para una fácil victoria del Partido Nacional encabezada por el nacionalista, Ricardo Zúñiga Agustinus, ya que el Partido Nacional parecía más unido y organizado que su principal opositor, el Partido Liberal. Además, la mayoría de la población hondureña asumía que el PNH sería favorecido por los militares en el poder. Por otro lado, el Partido Liberal sufría de divisiones internas y falta de liderazgo, luego de las muertes del expresidente Ramón Villeda Morales y de su posterior líder, Modesto Rodas Alvarado en 1979.

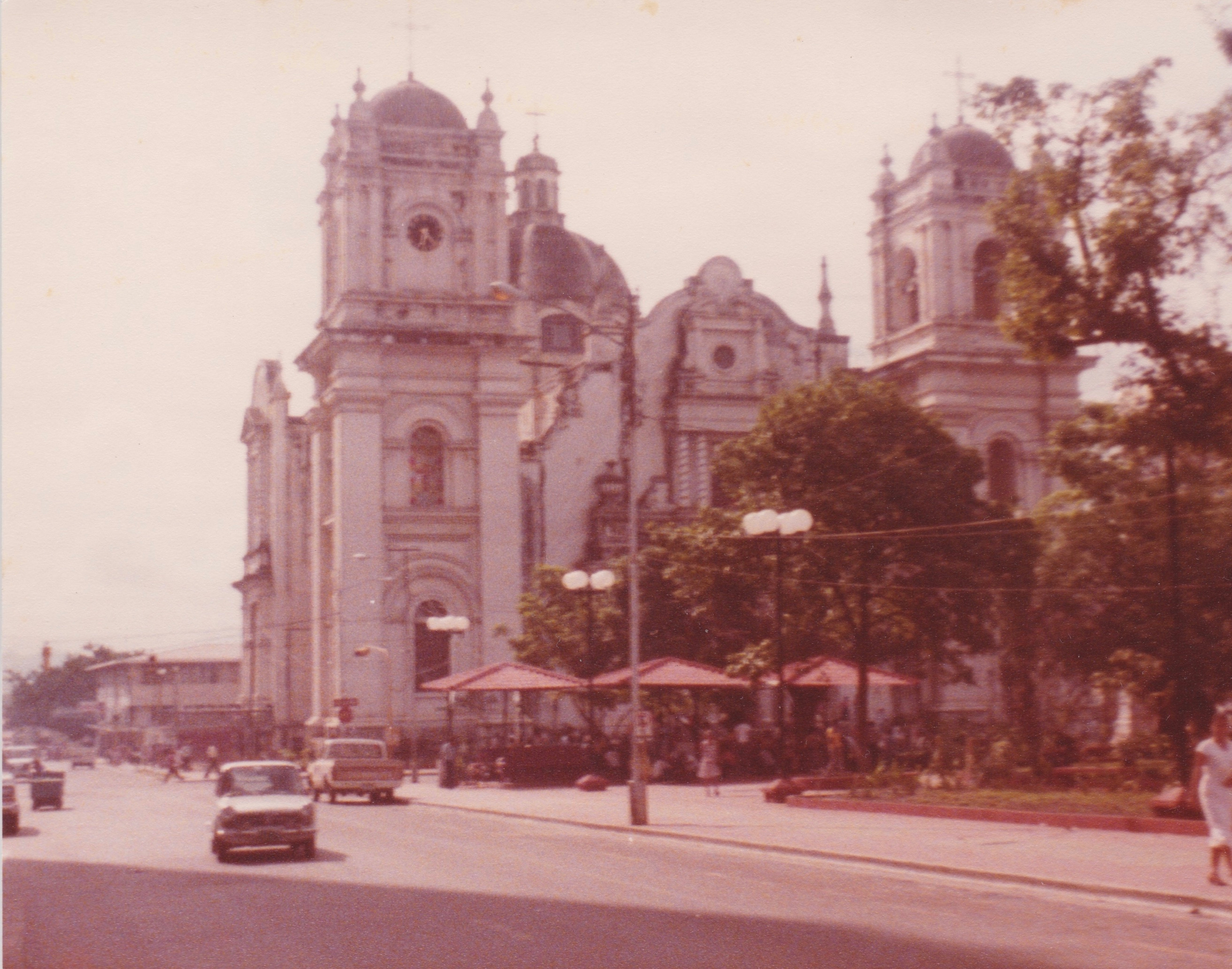
San Pedro Sula en 1980.

La elección de abril de 1980 produjo un registro de más de 1.2 millones de hondureños. De estos alrededor de 1 millón de hondureños votaron (más del 81%). El elevado número de votantes favoreció al PLH, que ganó 49,4 % de los votos emitidos. Bajo un sistema de distribución complejo, el PLH ganó 35 escaños en el Congreso, el PNH, 33 y el Partido Innovación y Unidad 3. Este resultado produjo un considerable debate sobre la composición del próximo gobierno. Hubo acuerdo general sobre el nombramiento de Paz García como presidente interino, por lo que las disputas se centraron en la composición del gabinete.
En última instancia, Roberto Suazo Córdova, nuevo líder del PLH fue nombrado presidente del Congreso; asimismo el PLH también ganó cinco de los escaños en la nueva Corte Suprema de Justicia. El gabinete se dividió entre los tres partidos políticos y los militares. Las Fuerzas Armadas, recibió el Ministerio de la Defensa Nacional y Seguridad Pública, así como el Ministerio de Relaciones Exteriores, y el PNH adquirió las principales posiciones económicas.

### Elecciones presidenciales de 1981
Al Congreso le tomó más de un año para redactar una nueva Constitución y una ley electoral para las elecciones presidenciales y parlamentarias de 1981. El trabajo fue lento, y las elecciones inicialmente previstas para agosto de 1981 tuvieron que ser pospuestas hasta noviembre. Mientras tanto, el Tribunal Nacional de Elecciones (Tribunal Nacional de Elecciones - TNE) por unanimidad, aceptó la condición jurídica necesaria para que el Partido Demócrata Cristiano (PDCH) ocupase un lugar en la boleta electoral de 1981.
A pesar de la presencia de los candidatos del PINU y el PDCH en las votaciones quedó claro que esta elección sería esencialmente un asunto de dos partidos: El Partido Liberal y el Partido Nacional. El 29 de noviembre de 1981, de los 1.214.735 hondureños registrados, aproximadamente el 80,7%, votaron, dando al PLH una victoria arrolladora. El candidato Liberal, Roberto Suazo Córdova ganó las elecciones con 636.392 votos (52,4%), contra 491,089 votos recibidos por el candidato opositor, Roberto Zúñiga Agustinus del Partido Nacional recibió 491,089 votos. Mientras tanto, el PINU y el PDCH se repartieron los restantes 48.582 votos. Asimismo, el PLH ganó el 61% de las municipalidades. Suazo Córdova fue investido como presidente de Honduras en enero de 1982, poniendo fin a casi una década de gobernantes militares.

### Gobierno de Suazo Córdova

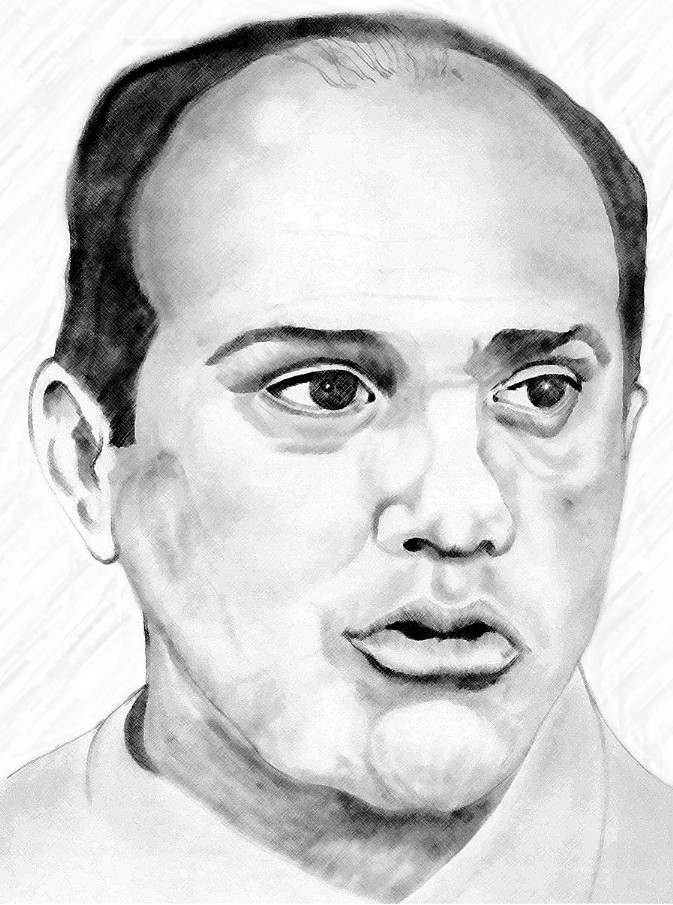
General, Gustavo Álvarez Martínez

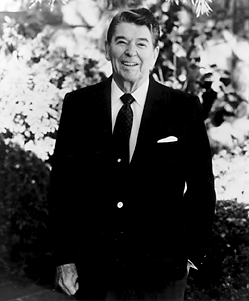
El presidente Reagan, emprendió una campaña contra el gobierno sandinista de Nicaragua desde territorio hondureño

Roberto Suazo Córdova, un médico rural de La Paz, era un veterano de la lucha política interna de Honduras, pero no tenía el tipo de experiencia que lo podría haber preparado para desempeñar un papel destacado a nivel internacional. En su discurso inaugural, Suazo Cordova se enfocó en la necesidad de la libre determinación y el deseo de su administración de permanecer neutral frente a la crisis regional que afectaba a Centroamérica.
Sin embargo, poco a poco, Suazo Córdova comenzó a percibir al gobierno Sandinista de Nicaragua como una fuerza subversiva que pretendía socavar la estabilidad política en Honduras a través de la propaganda, intimidación y ayuda directa a grupos subversivos en Honduras. Tanto la administración de Suazo como las Fuerzas Armadas de Honduras coincidieron en este punto. Esto llevó a la expansión del papel de Estados Unidos en Honduras, tanto como asesor político y como proveedor de ayuda militar y económica.
El Brigadier General Gustavo Álvarez Martínez, quien asumió el cargo de comandante de las fuerzas armadas en enero de 1982 surgió como un político de línea dura en contra de los Sandinistas. Álvarez declaró públicamente que Honduras estaba "en una guerra a muerte" con Nicaragua, pero creía que la guerra debe llevarse a cabo bajo los auspicios de una triple alianza entre Guatemala, El Salvador y Honduras.
De acuerdo con varios observadores, Álvarez tenía otro aspecto en su estrategia anticomunista; vigilancia doméstica y ejecuciones. Según el coronel Leónidas Torres Arias, exjefe de la inteligencia militar, quien había asumido un puesto de agregado en Buenos Aires, manifestó a los medios de comunicación, que el general Álvarez contaba con un escuadrón de la muerte. El Comité Hondureño para la Defensa de los Derechos Humanos pareció confirmar los cargos hechos por Torres hasta cierto punto, al dar a conocer el aumento del número de desaparecidos políticos en todo el país. La política de mano dura de Álvarez fue fuertemente criticada por la prensa internacional y grupos internacionales de derechos humanos.
A pesar de estas situaciones, la actividad subversiva en Honduras se expandió en la década de 1980. Gran parte de este incremento se le atribuye directa o indirectamente a la ayuda Sandinista a agrupaciones como el Partido Comunista de Honduras. La percepción de una verdadera amenaza izquierdista revolucionaria en Honduras elevó el perfil de Álvarez tanto en Honduras como en los Estados Unidos.
Algunos observadores vieron en Álvarez una continuación de la larga serie de caudillos militares que habían gobernado el país desde su independencia. Otros observadores veían al gobierno de Honduras como un triunvirato. Por un lado el general Álvarez se encargaba de la política de la seguridad nacional, por otro lado, el presidente Suazo toleraba las decisiones de Álvarez Martínez a cambio de que este lo apoyase militarmente sus políticas internas. Mientras que los Estados Unidos apoyaba al país económica y militarmente a cambio del uso del territorio hondureño para la formación y entrenamiento de los contrarrevolucionarios nicaragüenses conocidos como los "Contras". En 1980 la ayuda norteamericana a Honduras fue de US$3.3 millones de dólares. Para 1982 la ayuda aumentó a US$31.3 millones.

A comienzo de 1984, Álvarez fue destituido de su cargo al permitir el entrenamiento de tropas salvadoreñas en Puerto Castilla por las fuerzas especiales de EE UU. Otro factor importante en la destitución de Álvarez, fue el intento del general de reestructurar mando de las fuerzas armadas. Además, los oficiales más conservadores de la cúpula militar, pensaron que Álvarez llevaría al país a una guerra abierta contra Nicaragua.
El general, Walter López Reyes tomó el mando de las Fuerzas Armadas. Esto produjo una serie de repercusiones tanto en la política interna de Honduras y las relaciones con EE UU. López Reyes, exigió nuevos aumentos en la ayuda militar a cambio de la cooperación de Honduras en los asuntos regionales. Asimismo redujo los ejercicios militares entre Honduras y los Estados Unidos.
El 21 de mayo de 1985, el presidente Suazo Córdova y el presidente estadounidense Ronald W. Reagan firmaron un acuerdo para modificar el tratado de Asistencia Militar de 1954. El nuevo acuerdo permitió a los Estados Unidos ampliar y mejorar
las instalaciones de la base aérea de Palmerola cerca de Comayagua.

### Las elecciones de 1985

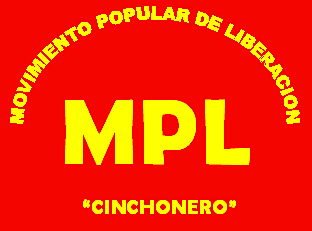
El Movimiento Popular de Liberación conocido como "Los cinchoneros" fue un grupo guerrillero clandestino en Honduras, fueron los principales sospechosos del asesinato de Gustavo Álvarez Martínez.

Luego de la salida forzada de Álvarez el 31 de marzo de 1984, el presidente Suazo Córdova, previamente opacado por el general, comenzó a mostrar pistas de convertirse en un caudillo. Aunque la Constitución prohíbe la reelección, Suazo Córdova conspiró para nominar a Óscar Mejía Arellano (hombre de su confianza) para las próximas elecciones. La clave para una potencial victoria de Mejía estaba en la composición de la Corte Suprema de Justicia, que podría (según los términos de la Constitución de 1981) decidir una elección en caso de que ningún candidato recibiera la mayoría de votos. En 1985 la Corte Suprema estaba compuesta en su mayoría por partidarios de Suazo Córdova.
El congreso se dio cuenta de las maniobras de Suazo y removieron del cargo a cinco jueces. Esto generó una crisis entre los tres poderes del estado. Suazo amenazó con declarar estado de emergencia y cerrar el Congreso. La policía militar puso bajo custodia a Ramón Valladares Soto, el nuevo presidente de la Corte Suprema de Justicia y a los otros cuatro jueces.
El 3 de abril de 1985, la asamblea aprobó por 49-29 votación una moción de censura al presidente por sus acciones. En otra acción más calculada para frenar el poder del presidente, la legislatura aprobó un proyecto de ley estableciendo las directrices para las elecciones primarias en los partidos políticos. Suazo vetó este proyecto de ley. Durante los primeros días del litigio entre Suazo y el Congreso, el jefe de las Fuerzas Armadas, General López se había declarado neutral en el conflicto. Como los acontecimientos se comenzaron a degenerar, las fuerzas armadas convocaron a negociaciones directas entre representantes del ejecutivo y el legislativo. El 21 de abril se produjo un acuerdo, los líderes del Congreso anularon el despido de los cinco jueces y dejaron de insistir en su demanda por elecciones primarias.
En un arreglo complicado, se acordó que los candidatos de todas las facciones políticas podrían postularse a la presidencia. El ganador de las elecciones sería el candidato con más votos dentro de un mismo partido. Esta disposición ignoró la disposición de la Constitución que indica que el presidente debe ser el candidato que obtenga la mayoría simple de los votos. La campaña presidencial enfrentó a los liberales, Mejía Arellano y José Azcona en contra del nacionalista, Rafael Leonardo Callejas. Mejía Arellano y José Azcona se atacaron entre sí aún más, que al mismo Callejas, candidato de la oposición. Esta división produjo que Callejas Romero obtuviese 44% de los votos contra 30% de Azcona. Pero debido a que el Partido Liberal en un total combinado con los votos recibidos por Mejia Arellano llevó a Azcona a sumar 54% del total de los votos. Callejas presentó una protesta pero no pasó a más y así Azcona se quedó con la presidencia.
José Azcona fue inaugurado el 27 de enero de 1986, en su discurso inaugural, el nuevo presidente señaló los muchos problemas sociales que afectaban al país, y dijo que "no hay fórmulas mágicas" para resolverlos. También destacó la creciente deuda nacional y se comprometió a cumplir con las políticas exteriores guiadas por el principio de no intervención. Para Azcona, las perspectivas de una presidencia exitosa parecían débil en parte porque su partido en el congreso se encontraba dividido y porque la crisis en América Central todavía continuaba, presentando una perspectiva desalentadora para cualquier líder hondureño.

### La administración de José Azcona

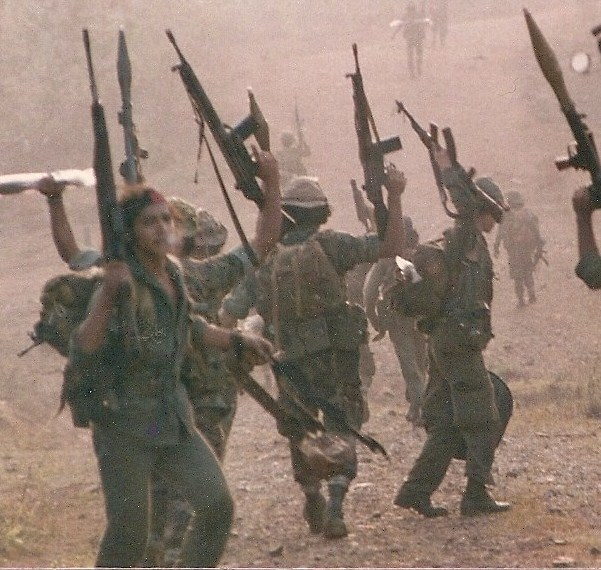
La guerra civil nicaragüense y la Contra en Honduras fue lo que más absorbió a la administración de Azcona

José Azcona intentó "distanciarse...de la política de Suazo, caracterizada por...una amplia colaboración con "los servicios de inteligencia y militares de Estados Unidos." "Azcona aseguró desconocer la presencia de los 'Contras' en Honduras, lo cual calificó que esto sería "una violación de la Constitución", y entonces habría que tomar "las medidas necesarias" para "hacer respetar la soberanía" hondureña. Sin embargo, el presidente Azcona "creía absolutamente en la cooperación con la administración de Ronald Reagan en materia de seguridad.
En lo que respecta a la economía, ésta registraba "un crecimiento sustancial, basado en las exportaciones bananeras y cafetaleras.... por otra parte las actividades industriales y del sector de la construcción estaban en franco declive a causa de la penuria de inversiones, los compromisos de la deuda externa, que ascendía a $2400 millones de dólares y cuyo servicio comprometía una cuota creciente de los ingresos del Estado, y el paro, que afectaba al 25% de la población activa.".
A pesar de los problemas económicos del país fue "la guerra civil nicaragüense y las andanzas de la Contra en Honduras lo que más absorbió a la administración de Azcona. "En marzo de 1986 del Ejército Popular Sandinista (EPS) incursionó cerca de Las Trojes, con el propósito de destruir los campamentos 'Contras' dirigido por el hoy comandante en jefe del ejército de Nicaragua, Gral de Ejército Julio César Avilés. En diciembre de ese mismo año "unidades de los dos ejércitos se enredaron en enfrentamientos terrestres junto a la frontera mientras que la Fuerza Área hondureña, la más potente de Centroamérica... entró en acción bombardeando dos pueblos nicaragüenses."

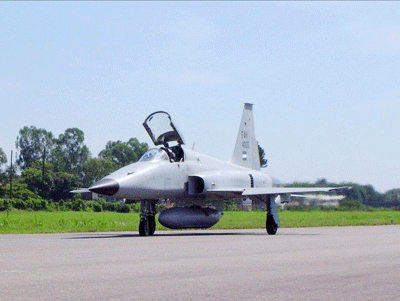
En 1986, la Fuerza Área Hondureña bombardeó dos poblados nicaragüenses

"De errática e imprecisa puede calificarse la actuación de Azcona con respecto a la Contra, que no sólo era la raíz de los problemas de seguridad externa de Honduras, sino que también alimentaba, por la confluencia de guerrilleros, mercenarios y personajes de todo pelaje, los crecientes problemas de seguridad interna. Estaban en auge las redes del contrabando, el crimen organizado y, en particular, el narcotráfico."
El 5 de abril de 1988, fue secuestrado en Comayagüela, el narcotraficante Ramón Matta Ballesteros por soldados Cobras de las Fuerzas de Seguridad Pública. Matta que se había radicado en Honduras luego de haberse fugado de una cárcel de Colombia fue entregado a miembros de la DEA quienes lo trasladaron a la República Dominicana para interrogarle sobre sus vínculos con el cártel de Medellín y su responsabilidad en el asesinato de su agente, Enrique Camarena Salazar. Luego, Matta fue enviado a los Estados Unidos, allí fue juzgado y condenado a cadena perpetua.
Como resultado de este hecho, simpatizantes de Matta y grupos de estudiantes y campesinos quemaron la embajada de los Estados Unidos en Tegucigalpa en repudio según algunos observadores por las "injerencias nada sutiles y de supeditaciones a la superpotencia del norte." "Azcona declaró el estado de emergencia, denunció una supuesta conspiración del “narcotráfico internacional” para desestabilizar Honduras, y desmintió que la DEA estuviera involucrada en la peripecia del narcotraficante."

### Triunfo del nacionalismo

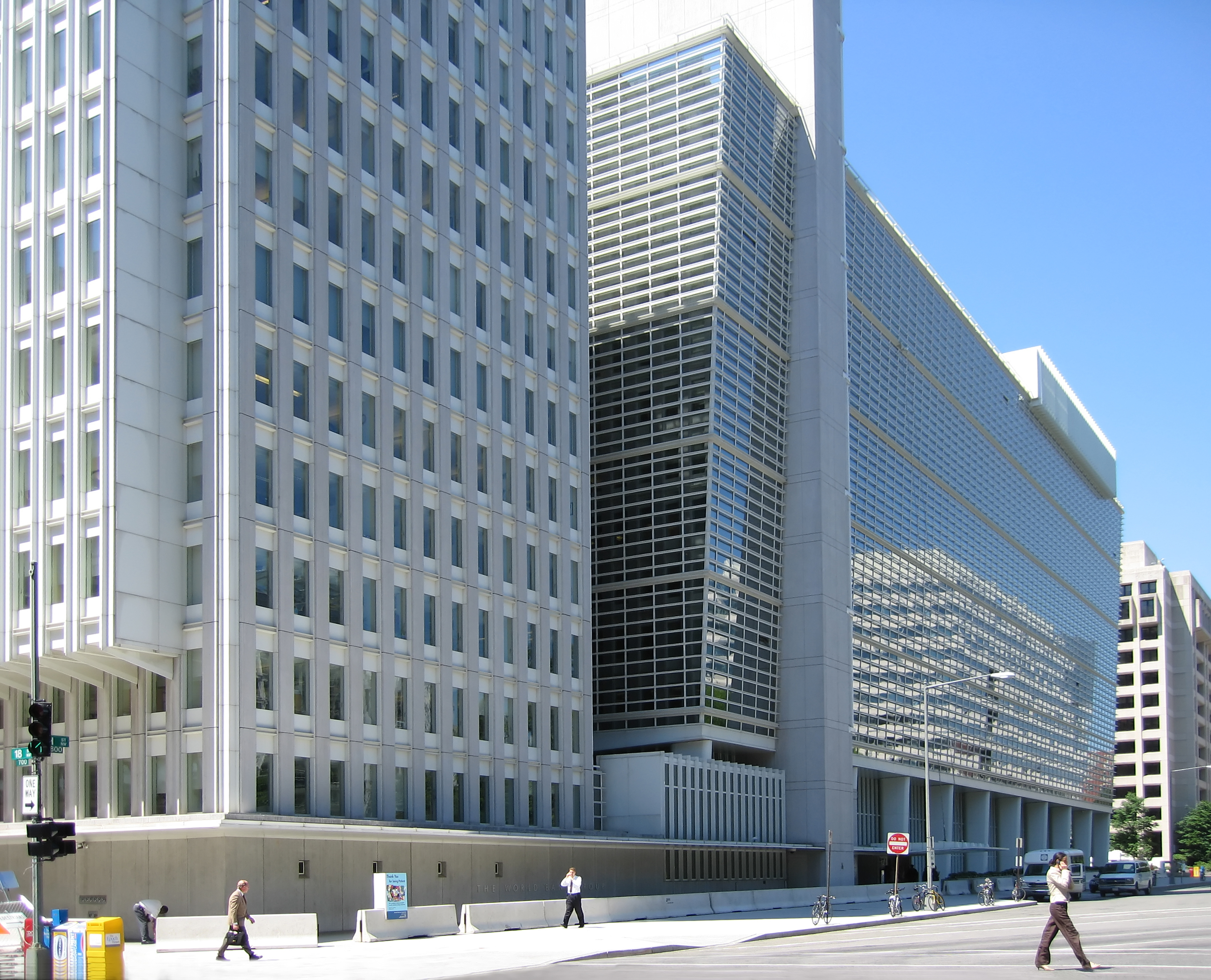
Banco Mundial: Objetivo prioritario del presidente Callejas fue retomar el diálogo con los organismos multilaterales de crédito

En noviembre de 1989, Rafael Leonardo Callejas y el Partido Nacional barrieron con la oposición, en las elecciones generales. Este significó el triunfo más impresionante del Partido Nacional (PNH) electoral del siglo XX. De acuerdo con los resultados finales. Callejas ganó la presidencia sobre su rival liberal, Carlos Flores Facussé, por 50,9% de los votos, contra 43,1 % de Flores.
Fue así como “En 1990 ocurrió...la transmisión pacífica del mando del partido de gobierno al triunfante Partido Nacional de oposición, acontecimiento que no se repetía desde 1933"
Durante la presidencia de Callejas se llevó a cabo la expulsión de los más de 12,000 Contras nicaragüenses afincados en territorio hondureño, esto luego de la derrota electoral del régimen sandinista a manos de la oposición. Asimismo, "merece destacarse la sentencia favorable emitida el 11 de septiembre de 1992 por el Tribunal Internacional de Justicia de La Haya sobre el contencioso con El Salvador por la jurisdicción de 420 km² de territorio fronterizo (motivo de un conflicto bélico en 1969) en el golfo de Fonseca, que supuso la entrega a Honduras de tres cuartas partes del área disputada y la confirmación de su brazo de costa en el océano Pacífico."También durante su gobierno los Estados Unidos hicieron recortes en la ayuda militar a Honduras, que pasó de $ 41.1 millones en 1989 a solo $ 2,7 millones para 1993 " ello, una vez finalizada la guerra fría. Los políticos estadounidenses comenzaron a ver el ejército hondureño, no como un aliado contra el comunismo, sino como un obstáculo corrupto y costoso para la democracia del país.
En el plano económico, Callejas afrontó las dificultades de otros gobiernos de la zona a la hora de aplicar medidas de estabilización financiera y ajuste estructural siguiendo el precepto del FMI, trascendental empresa que puso en marcha confiado en la popularidad de la que gozaba como flamante mandatario. Objetivo prioritario de Callejas era retomar el diálogo con los organismos multilaterales de crédito, cuando se cumplía un año de la declaración por el Banco Mundial a Honduras como país inelegible para el desembolso de nuevos préstamos.

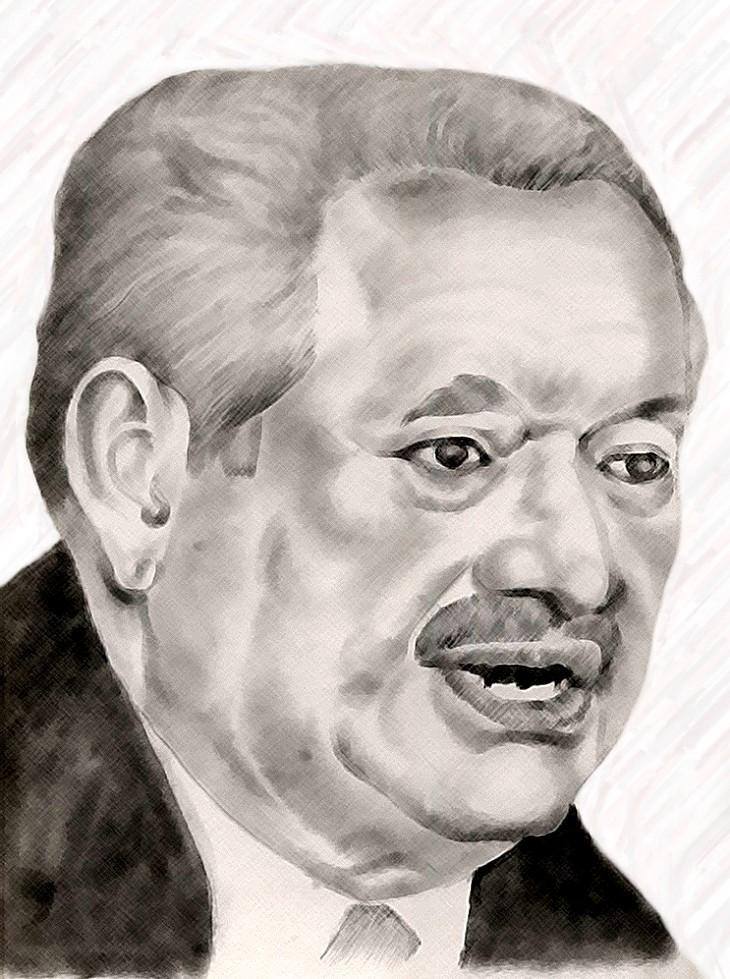
Carlos Roberto Reina

"La Ley de Ordenamiento Económico, traducida en sucesivas devaluaciones de la moneda nacional, el lempira -que desde 1920 había mantenido un tipo de cambio fijo con el dólar-, los despidos masivos en el sector público y la reducción del gasto social, castigó inevitablemente a extensas capas de la población ya de por sí golpeadas por las carencias propias de un país pobre y con un reparto de rentas muy desequilibrado, y el reciente y agudo desabastecimiento de todo tipo de productos de primera necesidad, provocando, ya en los primeros meses de la administración de Callejas, una fuerte contestación social que se expresó en agitaciones callejeras y huelgas sectoriales convocadas por unas organizaciones sindicales muy batalladoras."
"A corto plazo, Callejas "al menos, pudo presentar como un logro la reanudación de la asistencia financiera internacional, lo cual, unido a las excelentes relaciones con la potencia norteamericana, facilitó la condonación por Washington en septiembre de 1991 de 430 millones de dólares de deuda bilateral.""Al final de su mandato, la política neoliberal de Callejas se saldaba con un balance bastante discreto en la macroeconomía, con un crecimiento anual medio de sólo el 1,5% del PIB y una inflación errática que únicamente en el ejercicio de 1992 cayó por debajo del 10% anual, e indiscutiblemente desastroso en el terreno social."."
Como era de esperarse, el candidato opositor Carlos Roberto Reina del Partido Liberal ganó las elecciones presidenciales el 28 de noviembre de 1993. Lo que no se esperaba fue el tremendo margen (51%), por el cual Reina se impuso a Oswaldo Ramos Soto del gobernante Partido Nacional (PN). De esta forma, las elecciones confirmaron una vez más el dominio de los dos principales partidos de la política hondureña.

### Huracán Mitch

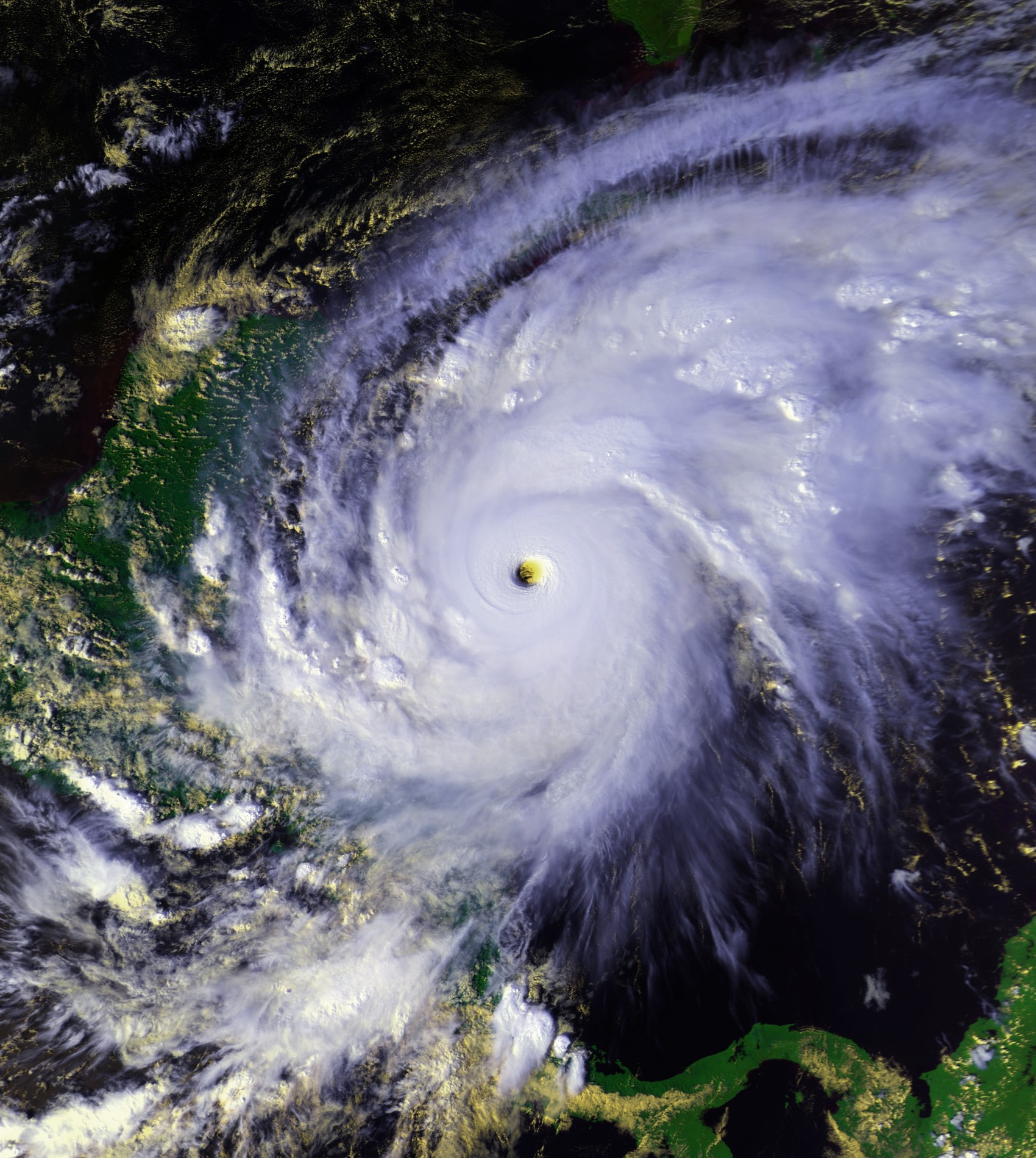
A su paso por Honduras, el Huracán Mitch dejó más de 5,000 muertos y dañó enormemente la infraestructura del país

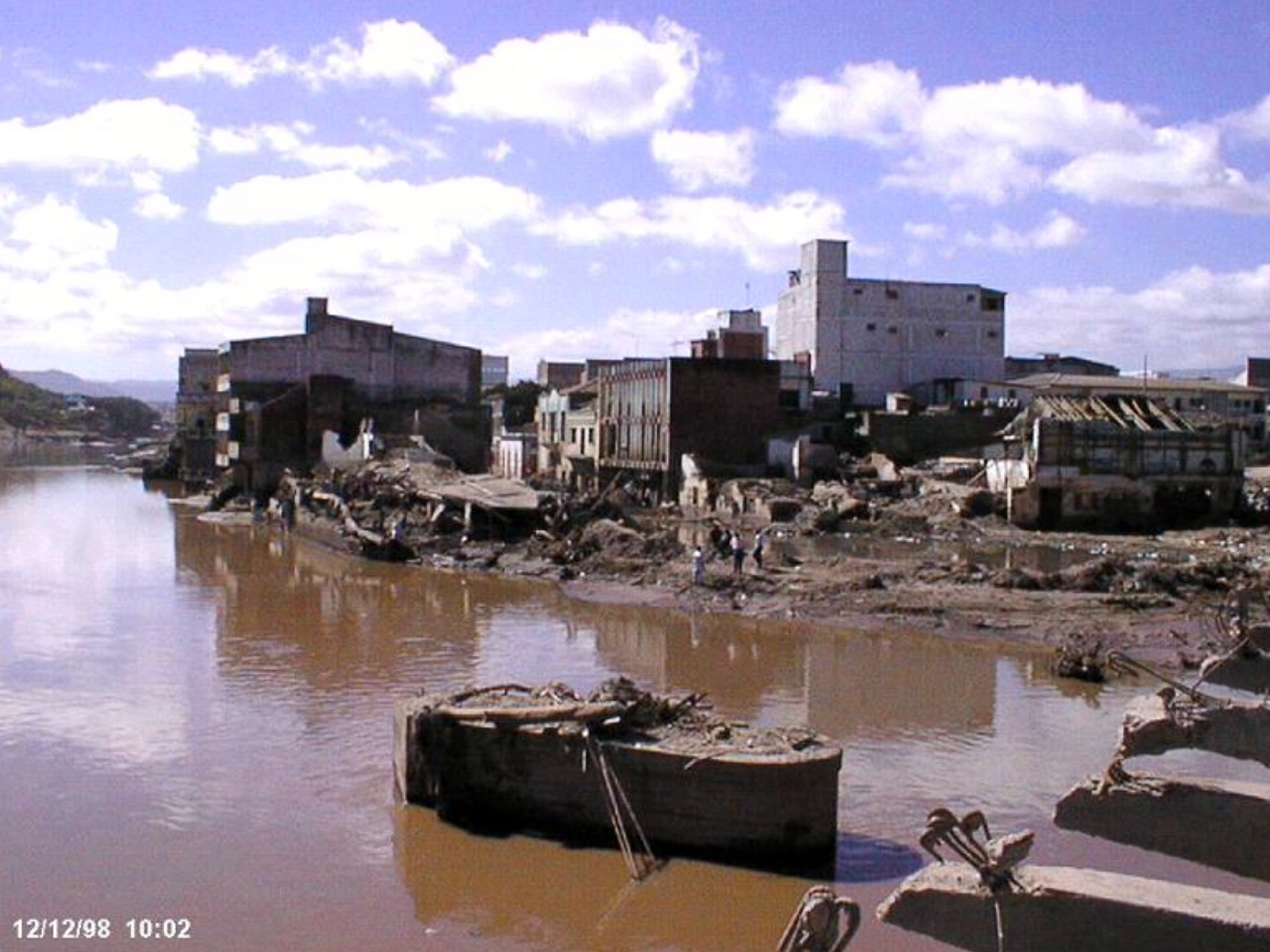
Comayagüela después de la destrucción del Huracán.

El 27 de enero de 1994, Reina que se ganó a pulso por sus advertencias de que iba a "cortarles las uñas largas a los corruptos"... tomó posesión como cuarto presidente constitucional de Honduras desde 1982... dispuesto, según sus palabras, a "derrotar la corrupción y cambiarle a la patria su rostro avergonzado”.

Una vez en el poder, Reina "emprendió acciones definitivas para subordinar al poder civil los últimos mecanismos con los que las Fuerzas Armadas habían tutelado a los sucesivos gobiernos constitucionales. Pasos decisivos para la desmilitarización del Estado, que era como decir el fortalecimiento de la democracia y la sociedad civil, fueron la creación de una Policía Civil y la abolición del servicio militar obligatorio.
considerado por Reina innecesario tras la desaparición de las tensiones"
en Centroamérica.

Reina puso en marcha la Comisión Interventora y Fiscalizadora del Estado para investigar los actos de corrupción...Pero las bienintencionadas y sinceras iniciativas de Reina para moralizar las instituciones y la vida pública hondureñas se saldaron con unos resultados más que dudosos. "Así, las investigaciones judiciales sobre el entorno del expresidente Callejas por la presunta comisión de delitos de corrupción y abuso de autoridad terminaron empantanadas, a la vez que menudearon unos escándalos de corrupción administrativa que golpearon de lleno al Ejecutivo liberal, el cual difícilmente podía reclamar credibilidad si no aseguraba la probidad de sus propios miembros." 

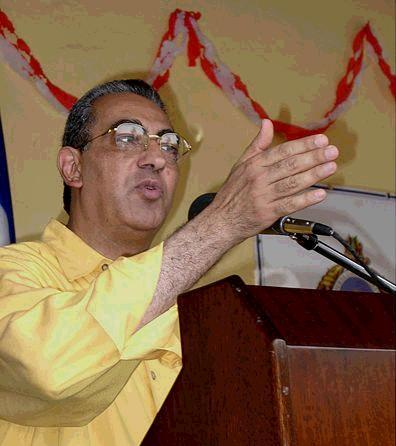
Presidente Carlos Flores

"Por lo que respecta a la economía, el balance, mixto, fue objeto de diversas interpretaciones. Reina apostó por unas políticas de austeridad financiera y de reajuste de la plantilla de funcionarios, conforme a los preceptos liberales." Durante los cuatro años de la presidencia de Reina el país experimentó un crecimiento del PIB fue del 2,5% por culpa de la recesión del 1,9% de 1994, ya que 1995 y 1997 registraron una tasa positiva del 4,5%. La inflación se mantuvo los tres primeros años por encima del 25%, y solo en el último descendió hasta el 12,7%, comportamiento que fue parejo a las recuperaciones de la cotización del lempira con respecto al dólar y del nivel de las reservas de divisas. Las subidas impositivas y el encarecimiento de la cesta de la compra crearon descontento social, y el irregular crecimiento de la economía no fue notado en absoluto por una amplia mayoría de la población afectada por estrecheces y penurias de toda índole. La crisis energética que al comienzo del mandato generó interminables apagones eléctricos, trajo perjuicios añadidos a la economía nacional.
Reina concluyó su mandato el 27 de enero de 1998 con la toma de posesión del presidente salido de los comicios del 30 de noviembre de 1997, su compañero de partido Carlos Roberto Flores Facussé.
El ingeniero, Carlos Roberto Flores Facussé asumió el cargo en 1998. "Flores inauguró programas de reforma y modernización del gobierno hondureño y la economía, con énfasis en ayudar a los ciudadanos más pobres de Honduras, pero su gobierno se vio afectado por la catástrofe natural del huracán Mitch, que arrasó el país a los pocos meses de iniciado su mandato".
"Su diligente gestión de la reconstrucción, que involucró una copiosa ayuda internacional, palió mayores daños humanitarios y su administración, no se vio empañada por la corrupción. La recuperación económica fue más rápida de lo esperado, pero la pobreza y las desigualdades no disminuyeron en igual medida. Por otro lado, su gobierno tampoco consiguió frenar la rampante violencia social".

## SigloXXI

### Crisis Política de 2009

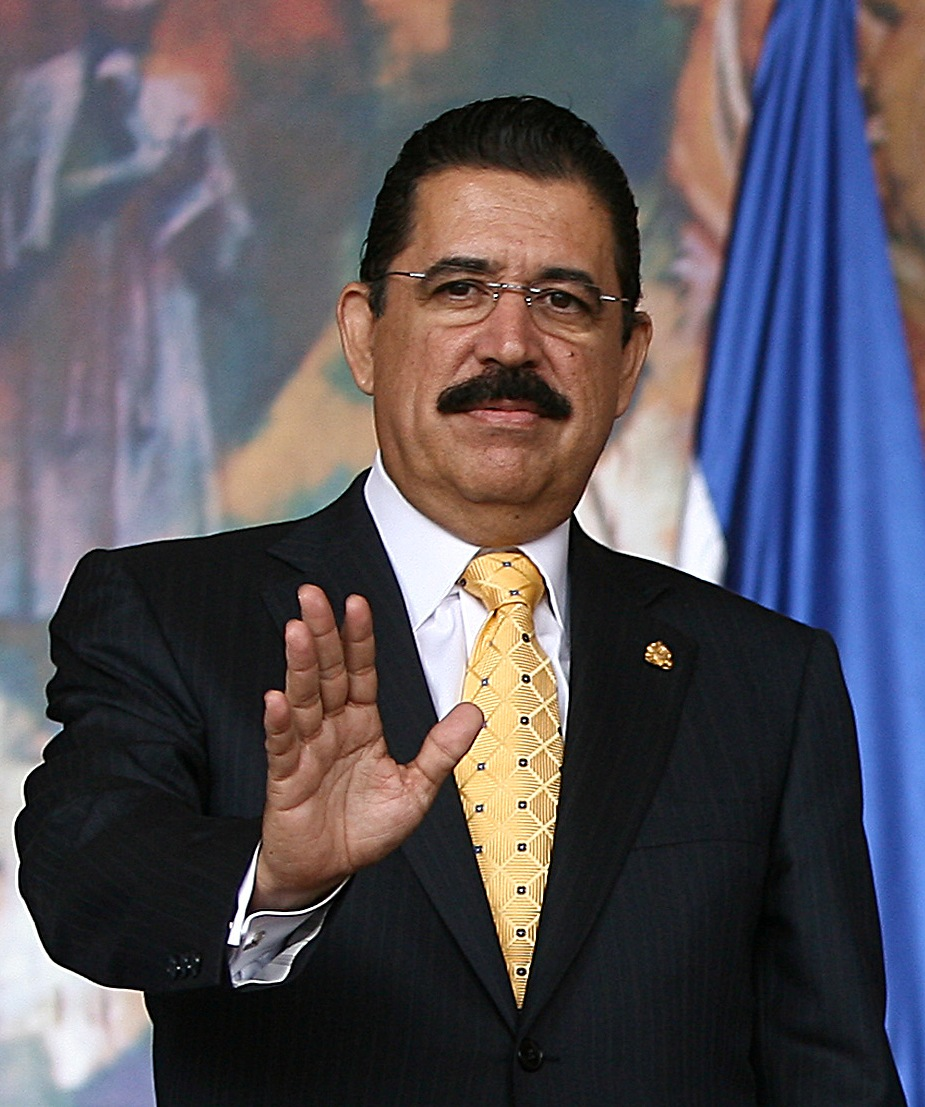
Manuel Zelaya, depuesto el 28 de junio de 2009

Ricardo Maduro se convirtió en el primer presidente electo del siglo XXI, luego de celebradas las elecciones del 25 de noviembre de 2001. Maduro del Partido Nacional, consiguió el 52,2% de los votos, contra el 44,2% del Profesor Rafael Pineda Ponce. El objetivo principal de Maduro, fue su lucha contra la ola de criminalidad que asolaba al país.
"Ejemplo de político-empresario de mentalidad pro-mercado, Maduro combatió la violencia de las bandas juveniles, y obtuvo éxitos más visibles en la estabilización de la economía y la reducción de la deuda externa. Sin embargo, dejó intacto el problema de la pobreza. En el campo internacional, Maduro, adhirió a Honduras al CAFTA y despachó al Batallón Xatruch hacia Irak."
En enero de 2006 finalizó su mandato cuatrienal, tomándole el relevo el liberal Manuel Zelaya.
El presidente, Manuel Zelaya "protagonizó un inesperado viraje: entró en tratos petroleros con el venezolano Hugo Chávez, gobernó con una política de izquierda, se alejó de Washington y metió a Honduras en el ALBA".
Su siguiente proyecto, era abrir un proceso constituyente a la imagen de los ya establecidos en otros países latinoamericanos como Venezuela o Ecuador, obteniendo el apoyo de un grupo de hondureños seguidos por los menos afortunados, lo que ocasionó la enemistad con los poderes tradicionales del país, políticos de su mismo partido, grandes empresarios, iglesias, instituciones de la sociedad civil, intelectuales, judicatura, quienes, con apoyo del ejército, destituyeron a Manuel Zelaya y declararon ilegal su encuesta el 28 de junio de 2009. Ese mismo día, los militares depusieron a Zelaya y el Congreso eligió para sustituirle al también liberal Roberto Micheletti".
Este hecho fue calificado como "golpe de estado" por la comunidad internacional y dividió al país entre los que apoyaban a Zelaya y resistieron al golpe y los que estaban en contra de la constituyente.
El Consejo Permanente de la Organización de Estados Americanos (OEA), se reunió con carácter de urgencia y emitió una resolución de "condena al golpe de Estado en Honduras y dieron apoyo del gobierno del presidente José Manuel Zelaya, y la continuidad democrática en el país centroamericano".
Así como la OEA, la mayoría de países de otros continentes, expresaron la necesidad de reintegrar al mandatario destituido y restablecer el orden jurídico en el país y desconocieron el mandato de facto de Micheletti. No obstante, el congreso hondureño y el mismo Micheletti, se mantuvieron firmes en su decisión y Zelaya no terminó su mandato, luego de ingresar al país y refugiarse en la embajada de Brasil.

### "Restablecimiento del orden constitucional"

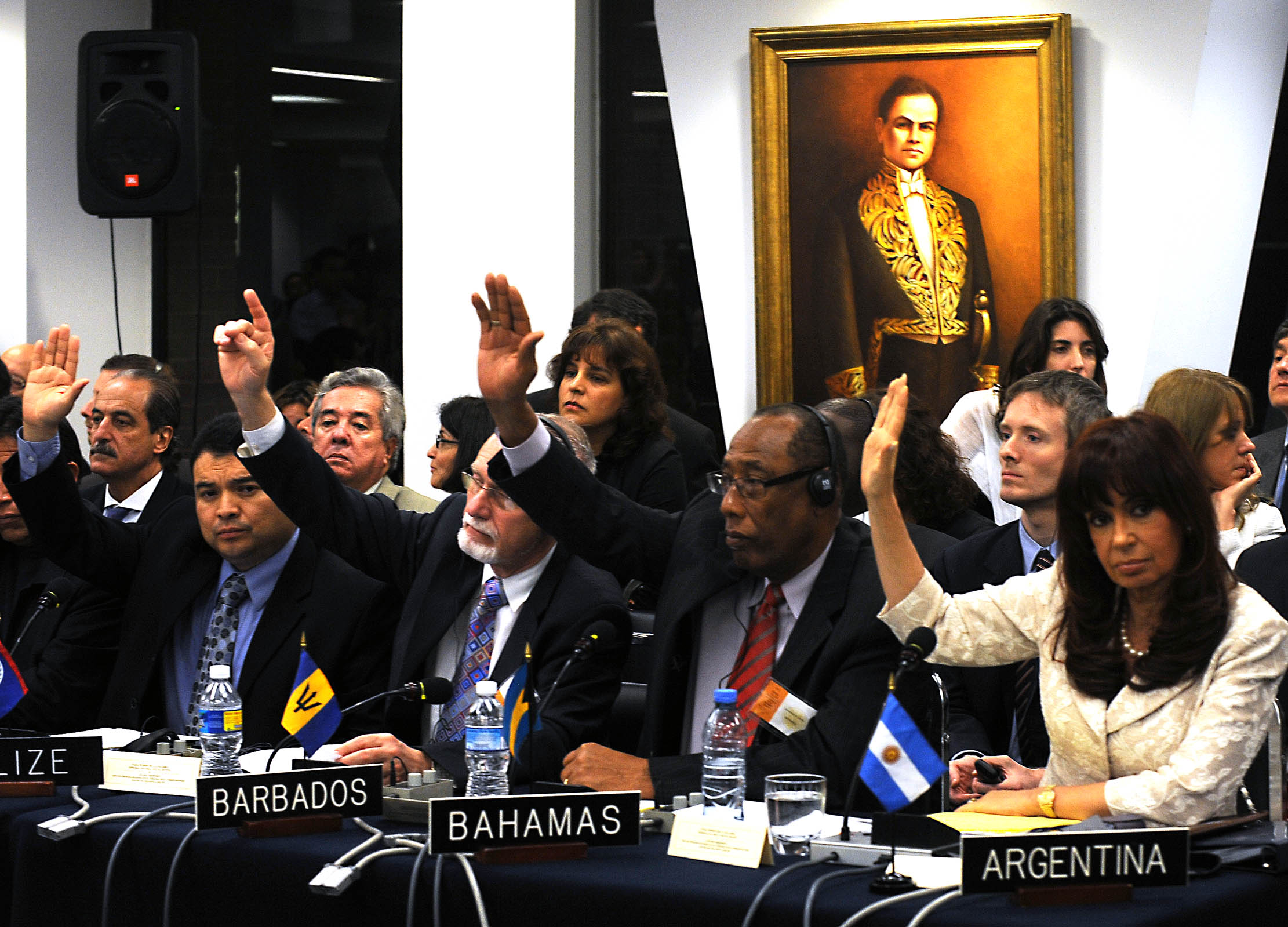
Inicialmente, el presidente Lobo no fue reconocido internacionalmente

A finales del 2009, en medio de esta crisis, Honduras celebró sus elecciones bajo un decreto de suspensión de garantías constitucionales, y sin la participación de observadores de la comunidad internacional, excepto por algunos que asistieron enviados por organizaciones internacionales de extrema derecha. Al final de éstas, resultó ganador el candidato del tradicional derechista y conservador Partido Nacional Porfirio Lobo, "un empresario agrícola que articula un discurso centrista y conciliador. Lobo recibió un país resquebrajado, y altamente polarizado, en lo político, social y económico, y sometido además a la observación democrática de la comunidad internacional, parte de la cual (incluida la OEA) aguardaba el desarrollo del curso político, para decidir si reconocería la legitimidad del nuevo mandatario hondureño".
Solo "Estados Unidos, Colombia, Canadá, Panamá, Costa Rica y Perú, le dieron su reconocimiento automático después de observar las masivas elecciones.
Por este motivo 'Pepe' Lobo se pasó la mayor parte de primer año de gobierno (2010) sumergido en lograr el reconocimiento de la comunidad internacional. El primer paso de su administración fue conseguir que Honduras regresará al seno del Sistema de Integración Centroamericana (SICA) el 20 de julio de 2010, durante una cumbre de jefes de Estado del organismo.
Hasta febrero de 2011, menos de la mitad (92) de los países de la comunidad internacional reconocían el gobierno de Lobo.
En mayo de 2011, Honduras fue readmitida en el seno de la Organización de los Estados Americanos (OEA). Honduras obtuvo su reingreso gracias a 32 votos a favor y 1 en contra; Ecuador quien a través de su presidente Correa quien exigía la suspensión de todos los juicios contra Zelaya y su regreso a Tegucigalpa.
Las negociaciones llegaron a su fin...con la firma del llamado "Acuerdo para la Reconciliación Nacional y la Consolidación del Sistema Democrático en la República de Honduras" por parte de Zelaya y Lobo, quienes se vieron cara a cara en una reunión realizada en la ciudad colombiana de Cartagena de Indias.

### Violencia e inseguridad 2011

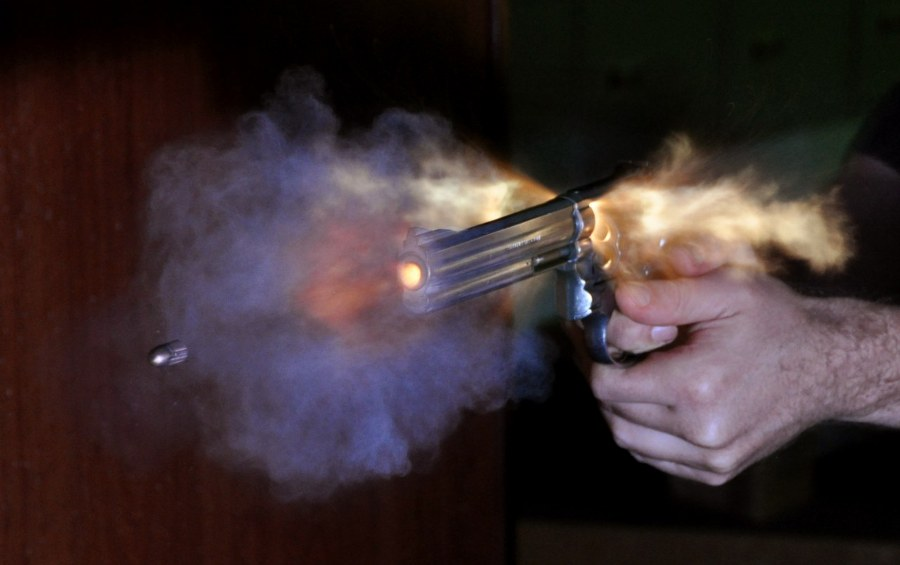
Las armas de fuego son un factor preponderante que contribuye a la violencia que afecta a Honduras.

Superada la crisis constitucional, el presidente Porfirio Lobo se concentró en tratar de resolver los problemas del país. Sin embargo, al término de su mandato, este se vio aplazado por la mayor parte de la población. "El 67.4 por ciento de hondureños y hondureñas señalaron que Lobo Sosa no resolvió sus demandas." De acuerdo a la mayor parte de la población, "el principal fracaso de Lobo Sosa" fue "el incremento de la inseguridad y de la violencia en el país, seguido por la crisis económica fortalecida por el desempleo...una mayor corrupción, crisis en el sistema de Salud...mayor presencia del narcotráfico... e incremento en las violaciones a los derechos humanos".
El Partido Liberal, una de los principales fuerzas opositaras del gobierno se atrevió a señalar que [...los hondureños vivimos en una era de crispación como auténticos prisioneros en nuestras viviendas ante la evidente ineficiencia de las autoridades.]
Mientras que la Alianza por la Paz y la Justicia (APJ), representante de la sociedad civil organizada en Honduras aseguró en un informe que [el ambiente turbulento en que el presidente Lobo tomó el poder, fue el campo propicio para que el crimen organizado actuara con mayor impunidad lo que provocó el fortalecimiento del crimen organizado en el país y empeoró el estado general de impunidad, provocando un crecimiento significativo en la tasa de homicidios hasta 66.8 homicidios por cada 100,000 habitantes en 2009...]
"Pero, la gestión que se realizó en el gobierno del Presidente Lobo no llevó el cambio prometido ni esperado por el pueblo hondureño. A pesar de este aumento preocupante, la tasa continuó creciendo durante los primeros años de la gestión del Presidente Lobo, llegando hasta 86.5 en 2011, la tasa más alta del mundo, y creando una reputación de infamia a nivel mundial sobre Honduras."
En enero del año 2014, tomó posesión de la Presidencia de la República el Abogado Juan Orlando Hernández Alvarado del Partido Nacional de Honduras (PNH).

### Elecciones Honduras 2017
Para el 26 de noviembre de 2017, se celebraron elecciones presidenciales entre Juan Orlando Hernández y Salvador Nasralla. El 1 de diciembre, se suspendieron las garantías individuales y se decretó un toque de queda por 10 días. Donde el Tribunal Electoral de Honduras dio a conocer los resultados el 18 de diciembre de  2017, dando ganador a Juan Orlando Hernández, pese a que en los escrutinios preliminares Nasralla se presentaba como ganador.
Los días posteriores a las elecciones el país vivió momentos de tensión por el descontento popular en torno a la reelección presidencial de Hernández, tildándolas de fraudulentas.

### Elecciones Honduras 2021
Tras los siguientes cuatro años de gobierno de Juan Orlando Hernández Honduras experimento ciertos efectos negativos en su economía e inestabilidad política. Buena parte de ello se debió a la autorización del plan de las ZEDES lo cual desato muchas protestas a lo largo del país.  El punto más bajo de la administración Hernández fue durante la pandemia de COVID-19 donde cientos de negocios Hondureños tuvieron que cerrar y la economía del país se vino abajo. Debido a estos factores la popularidad de la candidata Xiomara Castro fue en aumento, lo cual le dio una arrolladora la victoria frente a su rival en elecciones Nasry Asfura por más de 20 puntos.